# 15 de febrero
El 15 de febrero es el 46.º (cuadragésimo sexto) día del año en el calendario gregoriano. Quedan 319 días para finalizar el año y 320 en los años bisiestos.

## Acontecimientos
- 438: en Roma, el emperador Teodosio II publica el código de leyes Codex theodosianus, la primera colección oficial de leyes del Imperio romano, para orientación general.
- 590: en Persia (actual Irán), Cosroes II es coronado rey de Persia.
- 706: en el Hipódromo de Constantinopla (la capital del Imperio bizantino), el emperador Justiniano II hace ejecutar públicamente a sus predecesores Leoncio y Tiberio III.
- 1002: en Pavía (península itálica), en una asamblea de aristócratas lombardos, Arduino de Ivrea es restaurado a sus dominios y coronado rey de Italia.

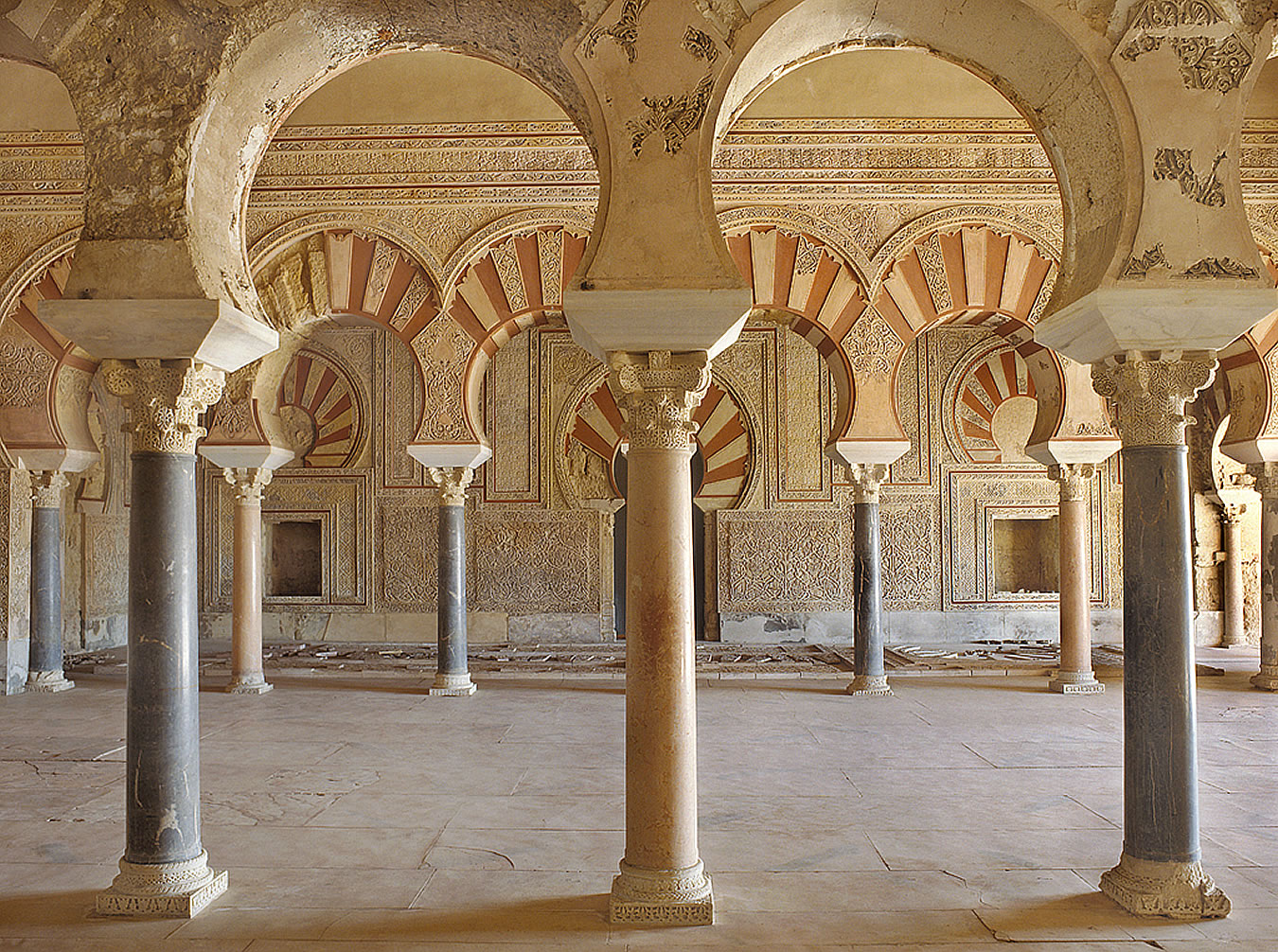
Ruinas del Salón Rico de Medina Azahara. La ciudad palatina fue saqueada y destruida durante la guerra civil iniciada en 1009.

- 1009: la ciudad palatina de Medina Alzahira, construida por Almanzor para rivalizar con Medina Azahara y gobernada por sus hijos, es asaltada por el enfurecido pueblo de la ciudad de Córdoba, saqueando y destruyendo sus edificios a tal punto que aún hoy se desconoce su ubicación.[1]
- 1009: tras un levantamiento popular en Córdoba (España), se expulsa al califa Hisham II y a su valido, Abd al-Rahman ibn Sanchul (hijo de Almanzor) del poder, iniciándose la guerra civil que supondría el colapso del Califato de Córdoba.
- 1113: en Roma, el papa Pascual II emite la bula Pie postulatio voluntatis, en la que reconoce la primera orden monástica: la Orden de los Hospitalarios), hoy refundada como Orden de Malta.
- 1145: en Roma, el obispo Bernardo Paganelli es elegido el papa 167.º y adopta el seudónimo de Eugenio III.
- 1214: en La Rochelle (Francia) ―durante la guerra anglo-francesa (1213-1214)― desembarca una fuerza de invasión inglesa liderada por Juan, rey de Inglaterra.
- 1288: en Roma, el cónclave de cardenales elige por unanimidad a Girolamo Maschi d’Áscoli como papa de la Iglesia católica. Sin embargo, este declinó su candidatura. Solo después de una segunda elección el 22 de febrero, Girolamo aceptó convertirse en cabeza de la Iglesia y fue coronado el 25 de febrero en la Basílica de San Pedro por el cardenal Matteo Orsini. Tomó el seudónimo de Nicolás IV por respeto al papa Nicolás III.
- 1412: en la península ibérica, Cataluña y Aragón firman la Concordia de Alcañiz para designar al nuevo rey de Aragón.
- 1493: mientras estaba a bordo de la carabela La Niña, Cristóbal Colón escribe una carta abierta (ampliamente distribuida a su regreso a Portugal) describiendo sus descubrimientos y los objetos inesperados que encontró en el Nuevo Mundo.
- 1547: en Guanajuato (México) se funda la aldea de Irapuato.
- 1563: en la actual Bielorrusia ―en el marco de la Guerra de Livonia― las tropas rusas de Iván el Terrible (el primer zar de Rusia) toman la ciudad de Pólotsk (228 km al norte de Minsk). Poco después de la captura de la ciudad, Iván el Terrible manda a ejecutar a todos los hombres, mujeres y niños judíos que se niegan a convertirse al cristianismo.
- 1565: en el Imperio ruso, el zar Iván IV el Terrible regresa desde Alexandrovskaya Sloboda hasta Moscú. Anuncio de la introducción de la opríchnina (sistema de gobierno despótico).
- 1637: en la ciudad de Ratisbona (Alemania), Fernando&nbsap;III es coronado «emperador del Sacro Imperio Romano Germánico».
- 1645: en Londres (Imperio británico), el Parlamento crea el Nuevo Ejército Modelo.
- 1690: en Sibiu (Rumania), Constantino Cantemir (príncipe de Moldavia), y el Sacro Imperio Romano Germánico firman un tratado secreto, estipulando que Moldavia apoyaría las acciones lideradas por la Casa de Habsburgo contra el Imperio otomano.
- 1717: en San Petersburgo (Rusia) se publica por primera vez El espejo honesto de la juventud o Instrucciones para una conducta de vida, el primer libro educativo para niños en Rusia, que se convirtió en un reflejo de la política estatal del zar Pedro el Grande (1672-1725) en la educación de la joven generación de la nobleza. El supuesto autor es el obispo Gabriel Buzhinsky de Riazán y Murom. El socio del zar, Yakov Bruce (1669-1735), participó activamente en la creación del libro y supervisó su publicación.
- 1728: en Madrid (España) el duque de Wharton funda el primer núcleo masónico del país, bautizado con el nombre de Tres Flores de Lys.
- 1763: en el pabellón de caza sajón de Hubertusburg, cerca de Leipzig (Alemania), representantes de Austria, Prusia y Sajonia firman la Paz de Hübertusburg, que pone fin a la guerra de los Siete Años.
- 1764: en la Luisiana española se funda la villa de San Luis (actualmente en el estado de Misuri).
- 1775: en Roma, el obispo Gianangelo Conde Braschi es elegido el papa 250.º, y toma el seudónimo de Pío VI.
- 1786: en el Reino Unido, el astrónomo William Herschel descubre una nebulosa planetaria en la constelación del Dragón, el "Ojo de Gato". Casi un siglo después se convertirá en la primera nebulosa cuyo espectro fue estudiado. Esto fue realizado en 1864 por el astrónomo aficionado británico William Huggins.
- 1794: Se adopta la bandera naval tricolor de la República Francesa, a esto se refiere la orden "azul en el asta, blanco en el centro y rojo en la punta", adoptada por insistencia de Jean Bon Saint-André, miembro del Comité de Salvación Pública, que supervisaba la marina. Los diseños de las banderas y banderines fueron creados por el artista Jacques Louis David. El 17 de febrero de 1794, esta bandera fue izada por los buques de guerra de la Escuadra Oceánica. El 20 de mayo de 1794, esta bandera fue proclamada «bandera nacional de Francia».
- 1798: en Roma (Italia) se proclama la República Romana después de que Louis-Alexandre Berthier, general de Napoleón, invadiera la ciudad cinco días antes. La República Romana funcionó como un estado satélite de Francia y estaba gobernada por el Directorio francés.
- 1805: en la colonia alemana de Harmony (estado de Pensilvania), el predicador luterano alemán George Rapp (1757-1847) funda una nueva iglesia, la Harmony Society (‘sociedad armonía’): «Yo soy el profeta y he sido llamado a serlo».
- 1806: tras la victoria de Napoleón Bonaparte en la Batalla de Austerlitz, se firma el Tratado de París, por el que Prusia se ve obligada a concertar una alianza ofensiva y defensiva con Francia.
- 1812: en el marco del Estado de Quito, se emite la primera constitución del actual territorio ecuatoriano.
- 1819: en Angostura (Venezuela) se celebra el segundo congreso constituyente, donde Simón Bolívar pronuncia su célebre discurso de Angostura.
- 1819: los ejércitos franceses entran en el Reino de Nápoles.
- 1820: en el estado Trujillo (Venezuela) se funda la villa de Valera.
- 1834: en Madrid (España) se crea la Policía Urbana.
- 1835: en Serbia, la Constitución de Sretenje entra en vigor durante un breve período.
- 1852: en Helsinki (Finlandia) se inaugura oficialmente la Catedral de Helsinki (conocida entonces como iglesia de San Nicolás).
- 1856: en España se decreta el franqueo obligatorio de la correspondencia.
- 1862: en Ténesi ―en el marco de la guerra civil estadounidense (1861-1865)― los confederados esclavistas del sur, comandados por el general de brigada John B. Floyd, atacan a las fuerzas de la Unión (el norte antiesclavista) del general Ulysses S. Grant que sitian Fort Donelson. Incapaces de romper el cerco del fuerte, los confederados se rinden al día siguiente.
- 1870: en Nueva Jersey (Estados Unidos) se funda el Instituto Tecnológico Stevens, y ofrece la primera licenciatura en Ingeniería Mecánica.
- 1876: en España se abren las primeras Cortes españolas de la Restauración, bajo la presidencia de José de Posada Herrera en el Congreso, y del marqués de Barzanallana.
- 1879: en Washington (Estados Unidos) el presidente Rutherford B. Hayes firma un proyecto de ley que permite a las abogadas presentar casos ante la Corte Suprema de los Estados Unidos. Esto se considera un avance en los derechos de las mujeres.
- 1883: en el Estado Táchira (Venezuela) se funda el pueblo de San José de Bolívar.
- 1886: en Santafé de Bogotá (Colombia) se funda la Universidad Externado de Colombia.
- 1897: Ferdinand Braun publica un diagrama de un osciloscopio.
- 1898: en la bahía de La Habana (Cuba), el crucero Maine explota y se hunde. Mueren unos 274 de los aproximadamente 354 tripulantes del barco. El desastre sirve como excusa al Gobierno estadounidense a declarar la guerra contra España (Guerra Hispano-Cubano-Estadounidense) para apropiarse de sus colonias (Cuba, Filipinas y Puerto Rico). Los resultados para los españoles fueron desastrosos, ya que Estados Unidos se anexó la República de Hawái, ocupó Puerto Rico, desembarcó en Cuba, recibió las Filipinas de España y, en última instancia, adquirió todo un imperio colonial con una población de 8.5 millones de personas.
- 1899: en San Petersburgo (Imperio ruso) el zar Nicolás II de Rusia emite una declaración conocida como el Manifiesto de Febrero, que reduce la autonomía del Gran Ducado de Finlandia, iniciando así el primer período de opresión. Comienza la política de rusificación de Finlandia, dirigida por el general N. Bobrikov.
- 1901: en Lima (Perú) se funda el equipo de fútbol Alianza Lima (bajo el nombre de Sport Alianza).
- 1901: Estados Unidos se niega a aceptar la constitución cubana.
- 1902: en Alemania se inaugura la primera línea del metro de Berlín, que conecta Stralauer Tor y el Jardín Zoológico, con un pequeño ramal hasta Potsdamer Platz.
- 1902: en Leipzig se estrena la ópera Oreste, de Felix Weingartner.
- 1903: en Estados Unidos, Morris Michtom y su esposa Rose venden su primer Teddy bear (oso de peluche).
- 1906: en Fiume (Imperio austrohúngaro) se sublevan los obreros y marineros del puerto.
- 1908: cerca de Melilla, las tropas españolas ocupan la ciudad de Restinga.
- 1909: en Acapulco (México) se incendia el teatro Flores. Mueren 250 personas.
- 1910: en París (Francia), el ruso Mijaíl Nikiforovich Efimov (1881-1919) recibe el diploma de piloto-aviador número 31 del Club de Vuelo, convirtiéndose en el primer aviador certificado en Rusia.
- 1914: en Londres, las sufragistas británicas rompen los cristales de la ventana del Ministerio del Interior y prenden fuego al aristocrático pabellón del Lawn Tennis Club.
- 1914: en Uruguay se funda el club de fútbol Institución Atlética Sud América, actualmente en Primera División.
- 1915: en una iglesia del barrio de Belvedere, en la ciudad de Montevideo (Uruguay) se funda el Liverpool Fútbol Club.
- 1918: Letonia y Lituania adoptan oficialmente el calendario gregoriano en remplazo del calendario juliano.
- 1919: en la Rusia soviética, en Petrogrado, en el Gran Salón del Conservatorio, se inauguró el Teatro Dramático Bolshoi con la obra "Don Carlos", basada en la obra de Friedrich Schiller.
- 1920: en París (Francia), Paul Valéry publica El cementerio marino.
- 1921: en Irlanda estalla la guerra contra el ejército británico.
- 1921: en la revista mallorquina Baleares, varios poetas ―entre los que figura el español Guillermo de Torre y el argentino Jorge Luis Borges― publican el Manifest de l’Ultra.
- 1922: la Asamblea Constituyente de Letonia, con cinco abstenciones (representantes del Partido Campesino Cristiano de Latgale), aprueba la Constitución de Letonia, que estará en vigor hasta 1940 (con modificaciones en 1934) y volverá a estar en vigor desde el 6 de julio de 1993.
- 1923: Grecia se convierte en el último país europeo en adoptar el calendario gregoriano.
- 1925: en el estado de Alaska (Estados Unidos) se realiza la hazaña de la segunda entrega de suero a la villa de Nome.
- 1926: en El Salvador se funda Club Deportivo Águila, uno de los más emblemáticos clubes de fútbol del país.
- 1929: estreno de la producción cinematográfica La venenosa, interpretada por Raquel Meller (1888-1962), Warwich Ward y Georges Mark.
- 1929: en Alemania, el número de parados se incrementa hasta los 3,2 millones.
- 1930: en España, el gobierno del general Berenguer disuelve la Asamblea Nacional establecida por el general Miguel Primo de Rivera.
- 1932: en Lake Placid (Estados Unidos) finalizan los III Juegos Olímpicos de Invierno.
- 1932: Alemania marca un récord absoluto en el número de parados del país: 6,13 millones.
- 1933: en Miami (estado de Florida), Giuseppe Zangara intenta asesinar al presidente electo Franklin D. Roosevelt (51), pero en su lugar hiere mortalmente al alcalde de Chicago, Anton J. Cermak (59), quien fallecerá a causa de sus heridas el 6 de marzo.
- 1935: en Europa se prorroga el tratado sobre la moratoria de pagos por deudas de guerra tras las negociaciones de representantes bancarios de nueve países.
- 1940: en el marco de la Segunda Guerra Mundial (1939-1945), el Gobierno alemán anuncia que desde este momento los buques mercantes británicos serán considerados navíos de guerra.
- 1940: en la frontera entre Rusia y Finlandia, las tropas soviéticas del 7.º Ejército rompen la Línea Mannerheim (un sistema defensivo de fortificaciones que se extendía a lo largo del istmo de Carelia, construido antes de la Guerra de Invierno por Finlandia para defenderse de la Unión Soviética).
- 1940: en la Alemania nazi, los oficiales generales de la Wehrmacht protestan contra el comportamiento de las SS en Polonia.
- 1940: en el Carnegie Chamber Hall (Nueva York), el saxofonista Cecil Leeson estrena oficialmente la Sonata para saxofón de Paul Creston.
- 1941: en Roma, el rey Alfonso XIII, que se encontraba en el exilio desde la proclamación de la Segunda República Española (1931-1939), abdica de sus derechos al trono y los cede a su hijo Juan de Borbón.
- 1942: en el marco de la Segunda Guerra Mundial (1939-1945) cae la ciudad de Singapur. Tras un asalto de las fuerzas japonesas, el general británico Arthur Percival se rinde. Unos 80 000 soldados indios, británicos y australianos se convierten en prisioneros de guerra, la mayor rendición de personal militar dirigido por los británicos en la historia.
- 1943: en la glorieta de Cuatro Caminos (Madrid) se produce un atentado con bomba en el local de la Falange.
- 1943: en Járkov (Unión Soviética) el SS-obergruppenführer Paul Hausser, en abierta violación de la orden personal de Hitler, da la orden de evacuar el cuerpo de tanques SS bajo su mando.
- 1943: en Monte Cassino (entre Roma y Nápoles, a 145 km al sureste de Roma), la 4.ª división india y la 2.ª división neozelandesa comienzan la Segunda Batalla de Monte Cassino. En el bombardeo del monasterio participaron 142 B-17 Flying Fortress, 47 B-25 Mitchell y 40 B-26 Marauder. En total, ese día se lanzaron sobre la abadía 1150 toneladas de bombas, convirtiendo toda la cima de Monte Cassino en un montón de escombros humeantes. Los nazis habían trasladado todos los libros y todas las obras de arte hasta el Vaticano, para evitar su destrucción.
- 1943: en Finlandia, Risto Ryti es reelegido presidente.
- 1944: en Montecassino, la aviación aliada bombardea, donde los alemanes habían instalado su sistema de comunicaciones (batalla de Montecassino).
- 1944: Estados Unidos recupera el control de las islas Salomón (en el Pacífico) tras duros combates con los japoneses.
- 1944: en el marco de la Segunda Guerra Mundial, comienza la Ofensiva de Narva.
- 1945: en Alemania, el ejército soviético toma posiciones a 80 km de Berlín.
- 1945: en Alemania ―en el marco de la Segunda Guerra Mundial―, los aliados perpetran el bombardeo de Dresde, el cuarto mayor bombardeo sobre población civil de la historia humana (el peor fue el bombardeo de Tokio, en la noche del 9 al 10 de marzo de 1945, en el que los estadounidenses mataron a 0,2 millones de personas en una sola noche, el segundo fue el bombardeo de Hiroshima y el tercero el de Nagasaki, ambos en agosto de 1945). Debilitada por los bombardeos e incendios de los días 13 y 14, se derrumba la famosa iglesia Frauenkirche, de Dresde.
- 1946: en la Universidad de Pensilvania en Filadelfia se inaugura oficialmente ENIAC, la primera computadora electrónica de propósito general,
- 1947: en los Estados Unidos, dos jefes del movimiento fascista son condenados a doce meses de trabajos forzados, al haber sido acusados de instigar disturbios raciales.
- 1947: en Moscú, Iósif Stalin emite el decreto Sobre la prohibición de matrimonios entre ciudadanos de la Unión Soviética con extranjeros.
- 1947: cerca de Bogotá se estrella un avión Douglas DC-4 de Avianca y mueren los 52 pasajeros del aparato. En aquel momento fue el peor accidente aéreo de la historia.
- 1948: en Paraguay se celebran elecciones, resultando vencedor el representante del Partido Colorado, Natalicio González.
- 1948: en Venezuela, Rómulo Gallegos asume la presidencia de la república.
- 1948: en España, Gerardo Diego ingresa en la Real Academia Española.
- 1949: en las cuevas de Qumrán (en la costa noroeste del mar Muerto, 45 km al este de la ciudad de Jerusalén), Gerald Lankester Harding y Roland de Vaux comienzan las excavaciones en la cueva 1, donde finalmente descubrirán los primeros siete Rollos del mar Muerto.
- 1949: en Jerusalén (Israel) el parlamento Knesset aprueba la candidatura de Chaim Weizmann como 1.er presidente de Israel.
- 1950: en Estados Unidos se estrena Cenicienta la caricatura de Walt Disney Studios basada en el cuento de hadas de Charles Perrault.
- 1951: en Perú, según un comunicado oficial del gobierno, se ha producido un incidente en la frontera con Ecuador, en el curso del cual han muerto dos soldados peruanos.
- 1951: en París se inaugura la conferencia sobre la formación de un ejército europeo.
- 1952: en la provincia de Badajoz (España) ve la luz un proyecto de ley sobre electrificación e industrialización.
- 1952: en el Castillo de Windsor, el rey Jorge VI es enterrado en la capilla de San Jorge.
- 1954: el laboratorio farmacéutico Behring anuncia que ha logrado un paso decisivo en el desarrollo de una vacuna antipoliomielítica.
- 1954: Canadá y Estados Unidos acuerdan construir la Línea de Alerta Temprana Distante, un sistema de estaciones de radar en las regiones árticas del extremo norte de Canadá y Alaska.
- 1956: en Finlandia, Urho Kekkonen es elegido presidente.
- 1956: en Medina del Campo (España) se funda el Club Ciclista Medinense, uno de los clubs ciclistas más antiguos de la provincia de Valladolid.
- 1957: en la Unión Soviética, Andrei Gromiko sustituye a Dmitri Shepílov como ministro de Asuntos Exteriores.
- 1957: en Mauritania, unidades del ejército marroquí atacan a las tropas francesas.
- 1959: en Roma (Italia), Antonio Segni vuelve a ser primer ministro de Italia.
- 1960: Marruecos protesta contra los ensayos nucleares franceses en el Sáhara, y llama de nuevo a su embajador en París.
- 1960: la Unión Soviética decide comprar grandes cantidades de azúcar cubano.
- 1961: en Bélgica se estrella el vuelo 548 de Sabena (un avión Boeing 707) y mueren 73 personas, incluido todo el equipo de patinaje artístico de los Estados Unidos, junto con varios de sus entrenadores y familiares.
- 1963: en Moscú (Unión Soviética) se funda el Instituto de Física de Estado Sólido de la Academia de Ciencias de Rusia.
- 1964: en Barcelona (España) tiene gran éxito la obra teatral María Rosa, de Ángel Guimerà, interpretada en su versión catalana por la compañía de Núria Espert.
- 1965: se enarbola el nuevo diseño de la bandera de Canadá (bandera roja con un cuadrado blanco en su centro, dentro del cual hay una hoja de arce roja estilizada de once puntas), reemplazando a la Insignia Roja Canadiense.
- 1966: España concede a los alemanes la entrada en el país sin necesidad de pasaporte, aunque sí con carné de identidad, con fines turísticos y sin carácter recíproco.
- 1967: en España se aprueba el plan para el trasvase de las aguas del río Tajo al Segura.
- 1967: en Uruguay entra en vigor la Constitución.
- 1967: en el marco de la guerra de Vietnam (1955-1975) finaliza la Batalla de Tra Vinh Dong.
- 1970: en las afueras de la ciudad de Santo Domingo (República Dominicana) un McDonnell Douglas DC-9 de Dominicana de Aviación se estrella en el mar Caribe después de despegar del Aeropuerto Internacional Las Américas, matando a 102 personas, entre ellas miembros del equipo nacional femenino de voleibol de Puerto Rico y el boxeador ligero Carlos Cruz (32).
- 1971: en el Reino Unido e Irlanda entra en vigor la decimalización de las monedas de ambos países (Día Decimal). Antes de esto, 1 libra esterlina equivalía a 4 coronas o 20 chelines o 60 groats o 240 peniques.
- 1972: en Estados Unidos, las grabaciones de sonido reciben protección de derechos de escritor a nivel federal.
- 1972: en Quito (Ecuador), José María Velasco Ibarra (quien había sido elegido presidente por quinta vez) es derrocado por los militares por cuarta vez. El corrupto Guillermo Rodríguez Lara encabeza un golpe militar que pone de nuevo en vigor la Constitución de 1945.
- 1973: la Unión Soviética lanza el satélite Prognoz-3 para estudiar las erupciones solares.
- 1974: en China se decreta la prohibición a los extranjeros de circular por el país, y se amplía la campaña contra Lin Biao y el confucianismo.
- 1976: en Colombia, el presidente de la Confederación de Trabajadores (CTC), José Raquel Mercado, es secuestrado por el M-19, que lo acusa de «agente de la CIA» y exige negociar su liberación con el gobierno de Alfonso López Michelsen, quien rechaza las pretensiones guerrilleras.
- 1976: en Innsbruck finalizan los XII Juegos Olímpicos de Invierno.
- 1978: en Rhodesia colonos e indígenas acuerdan crear un parlamento de mayoría negra.
- 1981: en Costa Rica, el presidente Rodrigo Carazo ―presionado por el presidente Ronald Reagan y la «contra» nicaragüense― clausura el proyecto montonero argentino Radio Noticias del Continente, que venía transmitiendo desde 1979 y apoyaba al Gobierno sandinista de Nicaragua.
- 1982: frente a la isla de Terranova (Canadá) una violenta tempestad hace zozobrar una plataforma petrolífera, la Ocean Ranger, con el resultado de 84 trabajadores muertos.
- 1982: en España se produce la reapertura, muy restringida para evitar su deterioro, de las cuevas de Altamira.
- 1985: en Palermo (Sicilia) se descubre una ciudad subterránea usada por la mafia como refugio.
- 1985: los datos reflejan que el paro ha crecido en España en 158.800 personas durante el último trimestre de 1984, lo que lo convierte en el peor año para el empleo desde 1981.
- 1986: en el XXXVI Festival Internacional de Berlín tiene gran éxito la película Ginger y Fred, la última de Fellini, protagonizada por Marcello Mastroianni y Giulietta Masina.
- 1987: en Roma se presenta un ejemplo de la restauración llevada a cabo en la Capilla Sixtina, obra de Miguel Ángel, por un equipo dirigido por Gianluigi Colaucci.
- 1987: en España, Gregorio Salvador Caja ingresa en la Real Academia Española, ocupando el sillón «q».
- 1988: en Finlandia, Mauno Koivisto es elegido presidente.
- 1989: en Bagdad se crea el Consejo de Solidaridad Árabe.
- 1989: en Moscú ―en el marco de la Guerra Soviético-Afgana (1978-1989)―, la Unión Soviética anuncia oficialmente que se completó el retiro de todas sus tropas apostadas en Afganistán. (El retiro había comenzado el 15 de mayo de 1988).
- 1989: cerca del pueblo polaco de Głodowo, no lejos de la frontera soviética, un helicóptero Mi-2 se estrella en el lago Śniardwy. Mueren 7 personas.
- 1989: el cohete estadounidense Delta II pone en órbita el primero de una nueva generación de satélites GPS Navstar.
- 1990: en Madrid (España), Argentina y el Reino Unido llegan a un acuerdo para restablecer relaciones diplomáticas tras ocho años desde que estallara la guerra de las Malvinas.
- 1990: en Cartagena de Indias, los presidentes Bush de Estados Unidos, Jaime Paz Zamora de Bolivia, Virgilio Barco de Colombia y Alan García del Perú acuerdan una estrategia común para luchar contra el narcotráfico.
- 1991: tras la caída del campo socialista, los líderes de Checoslovaquia, Hungría y Polonia firman el Grupo de Visegrád, que establece la cooperación para avanzar hacia sistemas de libre mercado.
- 1992: en el estado de Milwaukee (Estados Unidos), el asesino en serie Jeffrey Dahmer es sentenciado a 15 cadenas perpetuas.
- 1992: cerca del Aeropuerto Toledo Express, en las afueras de la ciudad de Swanton (estado de Ohio) se estrella el vuelo 805 de Air Transport International. Mueren las cuatro personas a bordo.
- 1993: en Eslovaquia, Michal Kováč es elegido primer presidente.
- 1993: en Madrid, la policía desarticula una banda de trata de blancas que había introducido ilegalmente en España a más de 2000 ciudadanas dominicanas para dedicarlas a la prostitución.
- 1994: en Moscú se introduce oficialmente el estandarte del presidente de la Federación Rusa como símbolo del poder presidencial en Rusia.
- 1995: en Washington (Estados Unidos), el hacker Kevin Mitnick es arrestado por irrumpir en la red informática del Pentágono.
- 1996: en el Centro de Lanzamiento de Satélites de Xichang (China), un cohete Larga Marcha 3B, que transportaba un satélite Intelsat 708, se desvía de su curso y se estrella en un pueblo rural después del despegue, matando a 6 personas.
- 1996: en Atenas (Grecia), un cohete antitanque lanzado por la Organización Revolucionaria Diecisiete de Noviembre ataca a la embajada de los Estados Unidos.
- 1997: en Ginebra (Suiza), 67 países firman un acuerdo histórico para liberalizar el mercado de las telecomunicaciones en el marco de la Organización Mundial del Comercio.
- 1998: en Chipre, el conservador Glafcos Klerides es reelegido jefe del Estado tras vencer por un ajustado margen en la segunda vuelta de los comicios presidenciales.
- 1999: en Irak un ataque aéreo de Estados Unidos provoca la muerte de cinco civiles.
- 1999: en España se crea la Fundación para el Avance de la Investigación Española sobre el Sida.
- 2000: en Alemania, la Unión Demócrata Cristiana de Alemania (el partido de Helmut Kohl), es condenada a pagar 18 millones de marcos (3500 millones de pesetas) por sus irregularidades contables.
- 2000: en Krasnodar se inaugura el primer festival del vino de la Federación Rusa.
- 2001: en la revista científica Nature (de Estados Unidos) se publica el primer borrador del genoma humano completo.
- 2001: se celebra por primera vez en todo el mundo el Día Internacional del Cáncer Infantil, instituido en Luxemburgo.
- 2001: en el Perú, el club de fútbol Alianza Lima celebra su centenario. En este mismo año saldrá campeón del torneo local peruano.
- 2002: en Austria, el político ultraderechista Jörg Haider anuncia su retirada de la política nacional aunque mantiene su cargo como jefe del Gobierno local del estado federado de Carintia.
- 2002: la Duma rusa pide al presidente Putin el restablecimiento de la pena de muerte.
- 2003: en más de 600 ciudades del mundo tienen lugar las protestas mundiales contra Estados Unidos por su invasión a Irak. Se calcula que participan más de 30 millones de personas, lo que la convierte en la mayor manifestación por la paz de la historia.
- 2003: en Gaza, guerrilleros palestinos de Hamás matan a cuatro soldados israelíes.
- 2003: en la Ciudad del Vaticano, se desclasifican parte de los archivos documentales que recogen las relaciones de la Santa Sede con Adolf Hitler.
- 2003: en Leipzig (Alemania), España logra la victoria en la I Copa de Europa de atletismo en pista cubierta.
- 2004: en China, dos incendios causan la muerte de un centenar de personas.
- 2004: El Señor de los Anillos: el retorno del Rey, la tercera parte de la trilogía cinematográfica de El Señor de los Anillos dirigida por Peter Jackson, consigue el premio BAFTA a la mejor película, otorgado por la Academia Británica de las Artes Cinematográficas y de la Televisión.
- 2006: en los Territorios Palestinos, Hamás elige al moderado Abdelaziz Duaik para ocupar la presidencia del nuevo Parlamento.
- 2006: en la neoyorquina empresa Sotheby's se subasta la fotografía The Pond-Moonlight (‘la luz de la luna en el estanque’) de Edward Steichen. Alcanza el récord del precio mayor pagado por una fotografía: 2,9 millones de dólares (2,4 millones de euros).
- 2009: en Venezuela fue aprobada mediante referéndum popular la enmienda de 5 artículos de la Constitución de Venezuela de 1999 que permite la reelección continua de todos los cargos de elección popular.
- 2010: en México, inicia sus transmisiones a través de la televisión por cable, FOROtv (hoy conocido como N+FORO), el canal de noticias de Televisa, sucesora del canal de noticias de la misma empresa ECO.
- 2010: en la ciudad de Halle (Bélgica) chocan dos trenes, matando a 19 personas y hiriendo a 171. Es el peor desastre ferroviario en la historia de Bélgica.
- 2012: en la prisión federal de la ciudad de Comayagua (que forma parte de Tegucigalpa, capital de Honduras) mueren 360 personas en un incendio.
- 2013: sobre la ciudad de Cheliábinsk (Rusia) a las 9:20 hora local (3:20 GMT) explota un meteorito. El fenómeno produce una onda expansiva que hace estallar ventanas y sacude edificios, y causa aproximadamente 1500 heridos (aunque ninguno de gravedad). Horas después, el asteroide (367943) Duende pasa a 27 860 km de la Tierra, siendo así, el objeto espacial de mayor tamaño que se haya acercado tan cerca de nuestro planeta.
- 2021: cerca de la aldea congoleña de Longola Ekoti (provincia de Mai-Ndombe) se ahogan 60 personas y desaparecen cientos después de que un barco se hundiera en el río Congo.
- 2021: Chile alcanza los 2 millones de vacunados en contra del covid-19.
- 2022: en los Tribunales Federales de Comodoro Py (Buenos) por primera vez un presidente de la Nación declara como testigo en un juicio oral en el que la principal imputada es su vicepresidenta.[2]

## Nacimientos
- 1368: Segismundo, emperador del Sacro Imperio Romano Germánico (f. 1437).
- 1377: Ladislao de Nápoles aristócrata y militar italiano (f. 1414).
- 1458: Iván el Joven, aristócrata ruso, heredero del zar Iván III de Rusia (f. 1490).
- 1472: Piero de Médici (Piero el Desdichado), gobernante y aristócrata italiano (f. 1503).
- 1506: Juliana de Stolberg, condesa alemana (f. 1580).
- 1519: Pedro Menéndez de Avilés, marino y político español, primer gobernador español de Florida (f. 1574).
- 1557: Vittoria Accoramboni, aristócrata italiana (f. 1585).
- 1557: Alfonso Fontanelli, compositor italiano (f. 1622).

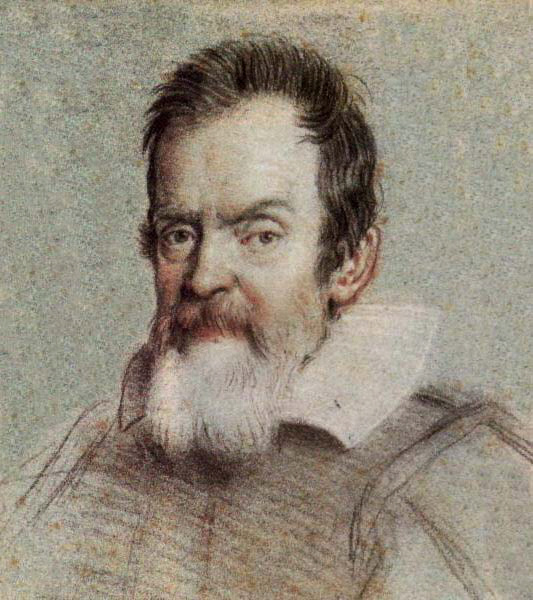
Galileo Galilei

- 1564: Galileo Galilei, matemático, filósofo, físico, astrónomo, inventor e intelectual italiano (f. 1642).
- 1571: Michael Praetorius, compositor y organista alemán (f. 1621).
- 1612: Paul de Chomedey, aristócrata («señor de Maisonneuve») y explorador francés, fundador de la ciudad canadiense de Montreal (f. 1676).
- 1627: Charles Morton, ministro inconformista de Cornualles (f. 1698).
- 1638: Zeb-un-Nissa, princesa y poetisa mogola (f. 1702).
- 1705: Charles-André van Loo, pintor francés (f. 1765).

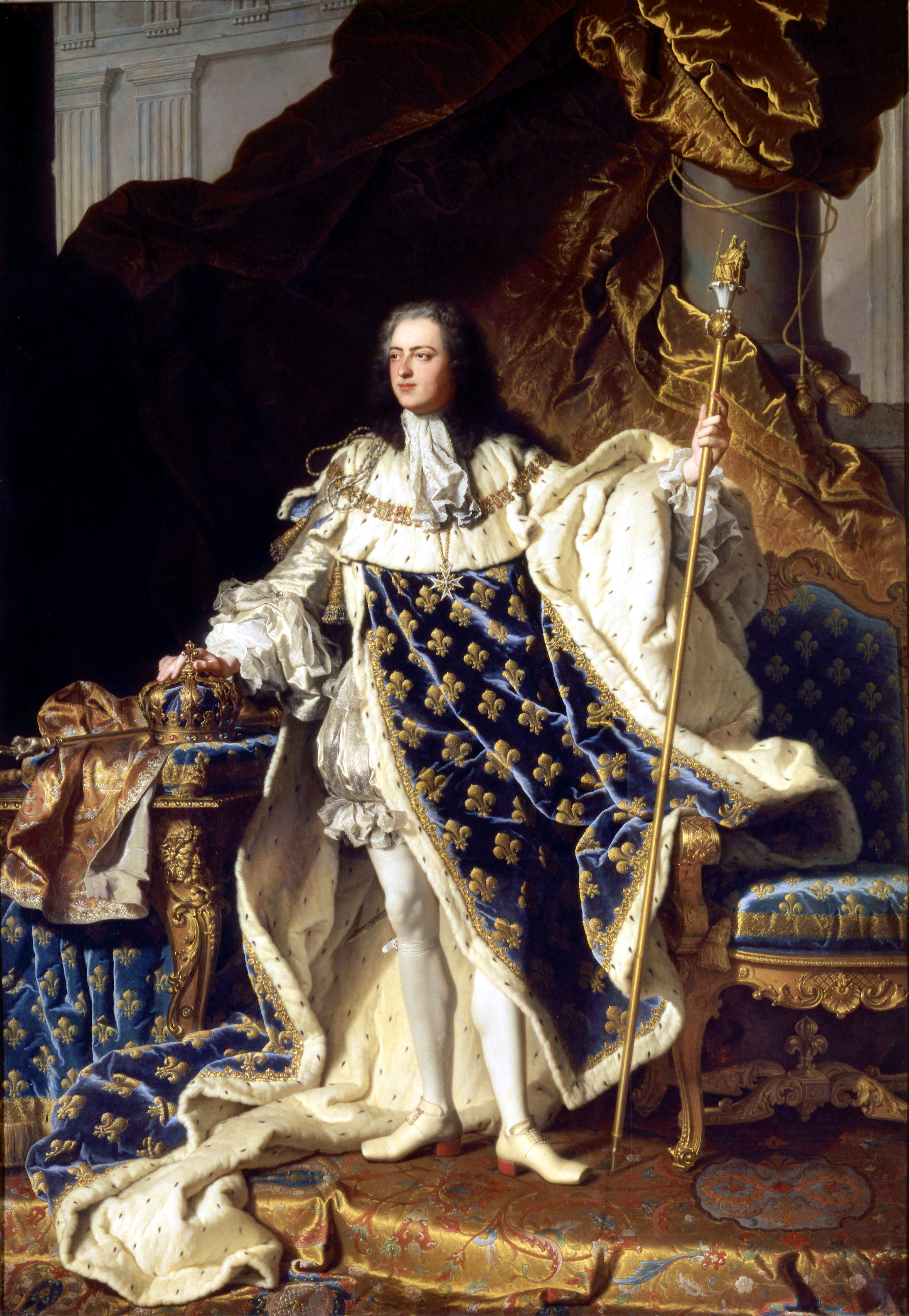
Luis XV de Francia

- 1710: Luis XV, rey de Francia entre 1715 y 1774 (f. 1774).
- 1725: Abraham Clark, agrimensor, abogado y político estadounidense (f. 1794).
- 1734: William Stacy, coronel estadounidense (f. 1802).
- 1739: Alexandre-Théodore Brongniart, arquitecto francés, diseñó la Bolsa de París (f. 1813).
- 1748: Jeremy Bentham, jurista y filósofo británico-inglés (f. 1832).
- 1755: Jean-Nicolas Corvisart, médico francés (f. 1821).
- 1759: Friedrich August Wolf, filólogo y crítico literario alemán (f. 1824).
- 1760: Lars Ingier, administrador de caminos, propietario de un molino y terrateniente noruego (f. 1828).
- 1760: Jean-François Le Sueur, compositor y educador francés (f. 1837).
- 1775: Miguel Ramos Arizpe, sacerdote y político mexicano (f. 1843).
- 1797: Henry E. Steinway, empresario estadounidense (f. 1871).
- 1809: André Dumont, geólogo y académico belga (f. 1857).
- 1809: Pierre-Joseph Proudhon, filósofo político (f. 1865).
- 1809: Cyrus McCormick, periodista y empresario estadounidense, cofundador de International Harvester (f. 1884).
- 1810: Mary SB Shindler, poetisa, escritora y editora estadounidense (f. 1883).
- 1811: Domingo Faustino Sarmiento, educador, filósofo y político conservador argentino, 7.º presidente de Argentina entre 1868 y 1874 (f. 1888).
- 1812: Charles Lewis Tiffany, empresario y joyero estadounidense, fundó Tiffany & Co. (f. 1902).
- 1820: Susan B. Anthony, sufragista y activista estadounidense (f. 1906).
- 1820: Arvid Posse, político sueco (f. 1901).
- 1821: Camille Rousset, historiador francés (f. 1892).
- 1825: Carter Harrison, Sr., abogado y político estadounidense, 29.º alcalde de Chicago (f. 1893).
- 1826: George Johnstone Stoney, físico y matemático irlandés (f. 1911).
- 1828: Benito Gómez Farías, político mexicano (f. 1915).
- 1834: Faustina Sáez de Melgar, escritora española (f. 1895).
- 1834: V. A. Urechia, historiador, escritor y dramaturgo moldavo-rumano (f. 1901).
- 1835: Demetrius Vikelas, empresario, filántropo y escritor griego (f. 1908).
- 1839: Nace Rayko Zhinzifov, poeta y traductor búlgaro (f. 1877).
- 1840: Titu Maiorescu, filósofo, académico y político rumano, 23.º primer ministro de Rumania (f. 1917).
- 1841: Manuel Ferraz de Campos Sales, político y abogado brasileño, 4.º presidente de Brasil (f. 1913).
- 1842: Anton Nyström, médico y escritor sueco (f. 1931).
- 1845: Elihu Root, abogado y político estadounidense, 38.º secretario de Estado de los Estados Unidos, premio nobel de la paz en 1912 (f. 1937).
- 1847: Robert Fuchs, compositor y educador austríaco (f. 1927).
- 1848: Paul Groussac, escritor, historiador y bibliotecario argentino (f. 1929).
- 1849: Rickman Godlee, cirujano y académico británico-inglés (f. 1925).
- 1850: Ion Andreescu, pintor rumano (f. 1882).
- 1850: Sophie Bryant, matemática, académica y activista irlandesa (f. 1922).
- 1851: Spiru Haret, matemático, astrónomo y político rumano, 55.º ministro del Interior rumano (f. 1912).
- 1854: José de Calasanz Vives y Tutó, franciscano español, cardenal de la Iglesia Católica (f. 1913).
- 1856: Emil Kraepelin, fisiólogo, psiquiatra y académico alemán (f. 1926).
- 1858: Marcella Sembrich, soprano polaca (f. 1935).
- 1861: Charles Edouard Guillaume, físico y académico suizo-francés, premio nobel de física en 1920 (f. 1938).
- 1861: Alfred North Whitehead, matemático y filósofo británico (f. 1947).
- 1866: Paolo Troubetzkoy, escultor ruso (f. 1938).
- 1873: Hans von Euler-Chelpin, bioquímico y académico germano-sueco, premio nobel de química en 1929 (f. 1964).
- 1874: Ernest Shackleton, capitán y explorador angloirlandés (f. 1922).

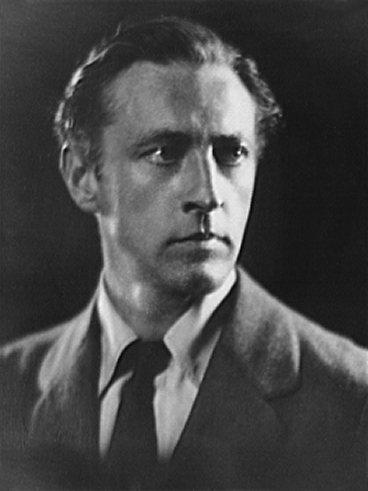
John Barrymore

- 1882: John Barrymore, actor estadounidense (f. 1942).
- 1882: Federico Chávez, político y presidente paraguayo (f. 1978).
- 1883: Sax Rohmer, escritor británico (f. 1959).
- 1890: Robert Ley, político alemán (f. 1945).
- 1892: James Forrestal, político y militar estadounidense (f. 1949).
- 1892: James Forrestal, teniente y político estadounidense, 1.º secretario de Defensa de Estados Unidos (f. 1949).
- 1893: Práxedes Giner, militar y político mexicano (f. 1978).
- 1893: Roman Najuch, tenista profesional polaco (f. 1967).
- 1895: Juan Alfonso Carrizo, escritor argentino (f. 1957).
- 1896: Hina Spani, soprano argentina (f. 1969).
- 1897: Gerrit Kleerekoper, gimnasta y entrenador neerlandés (f. 1943).
- 1898: Conrado Nalé Roxlo, poeta, humorista y escritor argentino (f. 1971).
- 1898: Totò (Antonio de Curtis), actor, escritor, cantante, guionista y compositor italiano (f. 1967).
- 1898: Allen Woodring, atleta estadounidense (f. 1982).
- 1899: Georges Auric, compositor francés (f. 1983).
- 1899: Gale Sondergaard, actriz danesa-estadounidense (f. 1985).
- 1904: Mary Adshead, pintora británico-inglesa (f. 1995).
- 1904: Antonin Magne, ciclista y mánager francés (f. 1983).
- 1905: Harold Arlen, compositor estadounidense (f. 1986).
- 1907: Jean Langlais, organista y compositor francés (f. 1991).
- 1907: César Romero, actor estadounidense (f. 1994).
- 1908: Sarto Fournier, abogado y político canadiense, 38.º alcalde de Montreal (f. 1980).
- 1908: Pedro Laín Entralgo, médico, ensayista y académico español (f. 2001).
- 1908: Armando Muñoz Calero, médico y directivo español de fútbol (f. 1978).
- 1909: Miep Gies, humanitaria judía austríaca expatriada en los Países Bajos, superviviente del Holocausto alemán; ayudó a ocultar a Ana Frank y a su familia (f. 2010).
- 1909: Guillermo Gorostiza, futbolista español (f. 1966).
- 1910: Irena Sendler (el Ángel del Gueto de Varsovia), enfermera y filántropa polaca (f. 2008), miembro de los Justos de las Naciones .
- 1912: George Mikes, periodista y escritor húngaro expatriado en el Reino Unido (f. 1987).
- 1913: Erich Eliskases, ajedrecista austríaco expatriado en Argentina (f. 1997).
- 1914: Hale Boggs, abogado y político estadounidense (f. 1972).
- 1914: Kevin McCarthy, actor estadounidense (f. 2010).
- 1915: Dimitri Serguéyevich Gúsev, militar soviético (f. 1989).
- 1916: Ronnie Aldrich, pianista y compositor británico (f. 1993).
- 1916: Mary Jane Croft, actriz estadounidense (f. 1999).
- 1916: Erik Thommesen, escultor danés (f. 2008).
- 1918: Allan Arbus, actor y fotógrafo estadounidense (f. 2013).
- 1918: Hank Locklin, cantautor y guitarrista estadounidense (f. 2009).
- 1919: Ducky Detweiler, jugador y mánager estadounidense de béisbol (f. 2013).
- 1920: Endicott Peabody, militar, abogado y político estadounidense, 62.º gobernador de Massachusetts (f. 1997).
- 1920: Sakata Eio, jugador japonés de go (f. 2010).
- 1920: Faustino Pérez, político y médico cubano (f. 1992).
- 1921: Radha Krishna Choudhary, historiador indio (f. 1985).
- 1921: Norman C. Deno, químico y científico vegetal estadounidense (f. 2017).
- 1921: Marcos Zucker, actor y humorista argentino (f. 2003).
- 1922: John B. Anderson, abogado y político sueco-estadounidense (f. 2017).
- 1923: Yelena Bonner, activista ruso-soviética (f. 2011).
- 1924: Robert Drew, director y productor estadounidense (f. 2014).
- 1925: Angella D. Ferguson, pediatra estadounidense.
- 1926: Rubén Fuentes, compositor mexicano (f. 2022).
- 1927: Frank Dunlop, actor y director británico-inglés.
- 1927: Harvey Korman, actor estadounidense (f. 2008).
- 1927: Carlo Maria Martini, jesuita italiano, cardenal de la Iglesia Católica (f. 2012).
- 1927: Yehoshua Neuwirth, rabino y erudito israelí (f. 2013).
- 1927: José Félix Patiño, médico colombiano (f. 2020).
- 1928: Joseph Willcox Jenkins, compositor, director y educador estadounidense (f. 2014).
- 1928: Luis Posada Carriles, terrorista cubano expatriado en Estados Unidos (f. 2018).
- 1929: Graham Hill, piloto de carreras y empresario británico-inglés (f. 1975).
- 1929: James R. Schlesinger, economista y político estadounidense, 12.º secretario de Defensa de los Estados Unidos (f. 2014).
- 1930: Bruce Dawe, poeta y académico australiano (f. 2020).
- 1930: Nico Minardos, actor estadounidense (f. 2011).
- 1931: Claire Bloom, actriz británica.
- 1931: Magdalena Ruiz Guiñazú, periodista argentina (f. 2022).
- 1931: Jonathan Steele, periodista y escritor británico-inglés.
- 1932: Juan Luis Barrera González, cocinero y hostelero español (f. 2014).
- 1932: Selica Torcal, actriz española.
- 1934: Jimmy Bloomfield, futbolista y entrenador británico-inglés (f. 1983).
- 1934: Graham Kennedy, presentador de televisión y actor australiano (f. 2005).
- 1934: Niklaus Wirth, científico de la computación e informático suizo, creó el lenguaje de programación Pascal (f. 2024).
- 1934: Abe Woodson, jugador de fútbol americano y ministro evangélico estadounidense (f. 2014).
- 1935: Susan Brownmiller, periodista y escritora estadounidense.
- 1935: Roger B. Chaffee, teniente, ingeniero y astronauta estadounidense (f. 1967).
- 1935: Gene Hickerson, jugador estadounidense de fútbol americano (f. 2008).
- 1936: Serguéi Aleshkov, abogado y militar soviético. El soldado más joven que participó en la Segunda Guerra Mundial (1939-1945), con solo 6 años (f. 1990)
- 1937: Manuel de la Calva, músico español, integrante del Dúo Dinámico.
- 1937: Gregory Mcdonald, escritor estadounidense (f. 2008).
- 1937: Coen Moulijn, futbolista neerlandés (f. 2011).
- 1937: Eladio Viñuela, químico, profesor e investigador español (f. 1999).
- 1938: Gina Romand, actriz cubano-mexicana (f. 2022).
- 1939: Robert Hansen, violador y asesino serial estadounidense (f. 2014).
- 1940: İsmail Cem İpekçi, periodista y político turco, 45.º ministro de Asuntos Exteriores de Turquía (f. 2007).
- 1940: Hamzah Haz, periodista y político indonesio, 9.º vicepresidente de Indonesia (f. 2024).
- 1941: Florinda Bolkan, actriz brasileña.
- 1941: Brian Holland, compositor y productor estadounidense.
- 1943: Griselda Blanco, narcotraficante colombiana (f. 2012).
- 1943: Mario Romero, escritor argentino (f. 1998).
- 1944: Mick Avory, músico y compositor británico, de la banda The Kinks.
- 1944: Florinda Donner (Regina Thal), antropóloga y gurú venezolana (desaparecida en 1998 tras la muerte de su gurú Carlos Castaneda).
- 1945: Jack Dann, escritor y poeta estadounidense-australiano.
- 1945: John Helliwell, músico británico, de la banda Supertramp.
- 1945: Douglas Hofstadter, científico, filósofo y académico estadounidense.
- 1945: Mario Sábato, cineasta argentino (f. 2023).
- 1946: Clare Short, funcionaria y política británico-inglesa, secretaria de Estado para el Desarrollo Internacional.
- 1946: John Trudell, escritor, poeta y actor estadounidense (f. 2015).
- 1947: John Coolidge Adams, compositor estadounidense.
- 1947: Marisa Berenson, modelo y actriz estadounidense.
- 1947: Mario Gas, actor y director español de teatro y de cine.
- 1948: Ana María Martínez, actriz peruana (f. 2022).
- 1948: Bernd Pischetsrieder, ingeniero y directivo alemán.

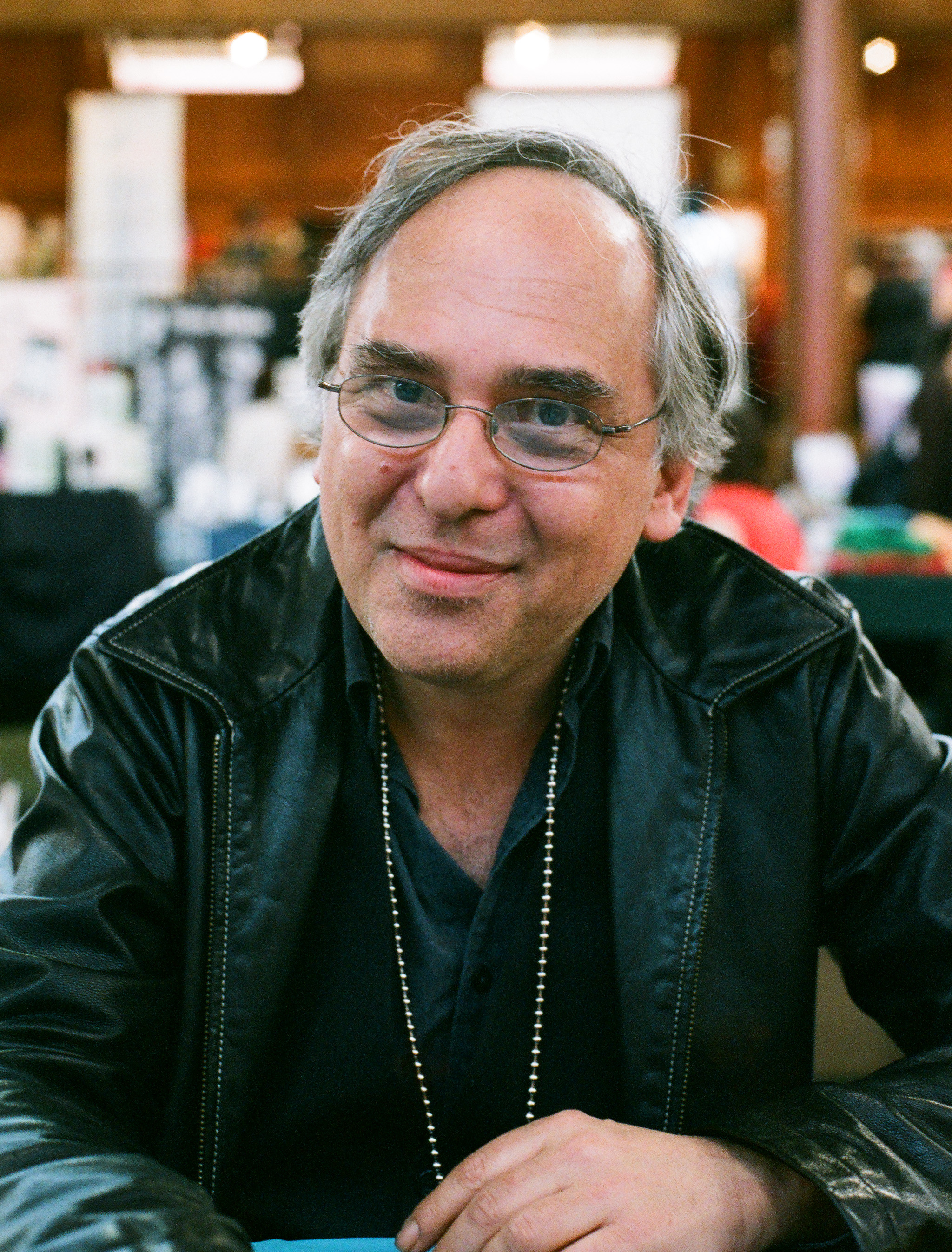
Art Spiegelman

- 1948: Art Spiegelman, dibujante, historietista y crítico sueco-estadounidense.
- 1949: Ken Anderson, jugador estadounidense de fútbol americano.
- 1949: Francisco Maturana, odontólogo, futbolista y director técnico colombiano.
- 1950: Tsui Hark, cineasta vietnamita.
- 1951: Markku Alén, piloto automovilístico finlandés.
- 1951: Melissa Manchester, cantautora y actriz estadounidense, de la banda Harlettes.

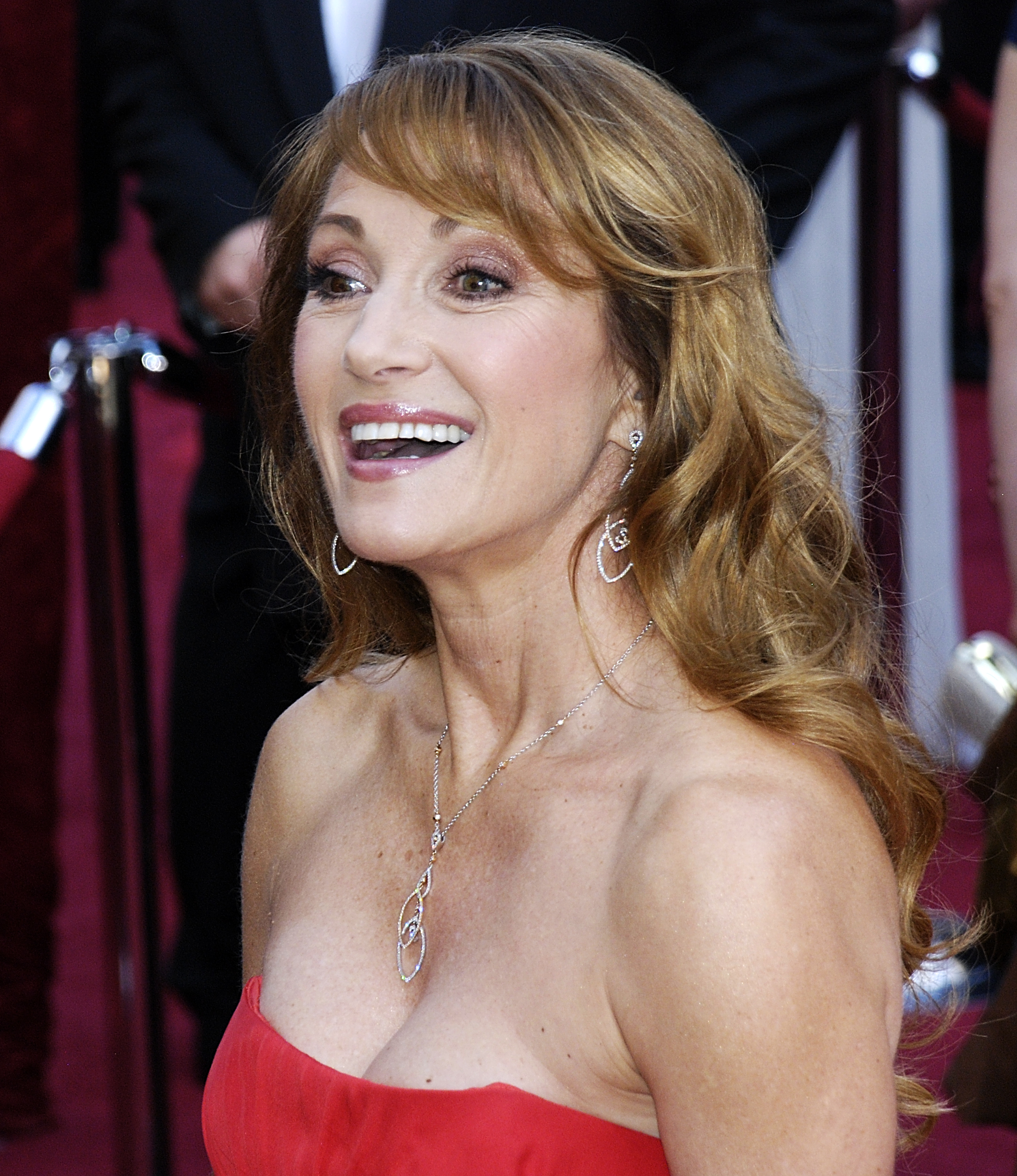
Jane Seymour

- 1951: Jane Seymour, actriz, diseñadora de joyas y productora británica.
- 1952: Magdalena Álvarez, política española.
- 1952: Tomislav Nikolić, político serbio, 4.º presidente de Serbia.
- 1952: Nikolai Sorokin, actor y director soviético-ruso (f. 2013).
- 1953: Tony Adams, productor teatral y cinematográfico (f. 2005).
- 1953: Rafael Bielsa, político argentino.
- 1953: Ernie Howe, futbolista y entrenador británico-inglés.
- 1953: Lynn Whitfield, actriz y productora estadounidense.

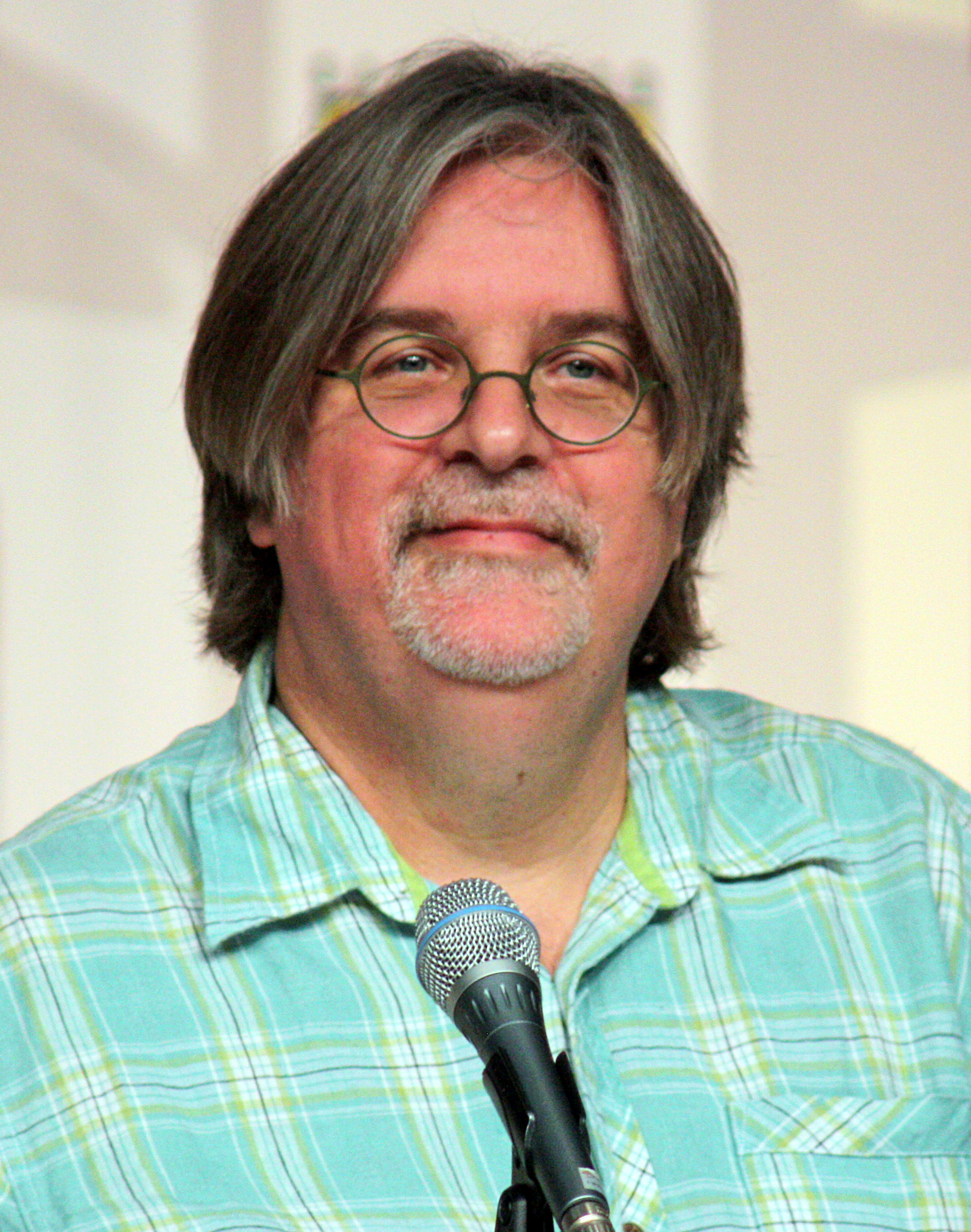
Matt Groening

- 1954: Matt Groening, historietista, productor de televisión y escritor estadounidense, creador de Los Simpson.
- 1954: Brad Little, político estadounidense, gobernador del estado de Idaho desde 2019.
- 1955: Janice Dickinson, modelo, agente y escritora estadounidense.
- 1955: Christopher McDonald, actor estadounidense.
- 1956: Desmond Haynes, jugador de críquet y entrenador barbadense.
- 1956: Carlos Totorika, político español.
- 1956: Ann Westin, comediante sueca.
- 1957: Jordi Rebellón, actor español de cine, televisión y teatro (f. 2021).
- 1958: Chrystine Brouillet, escritora canadiense.
- 1958: Rabah Madjer, futbolista argelino.
- 1958: Tony McKegney, jugador canadiense de hockey sobre hielo.
- 1958: Matthew Ward, cantautor estadounidense.
- 1959: Ali Campbell, cantante y guitarrista británico, de la banda UB40.
- 1959: Joseph R. Gannascoli, actor estadounidense.
- 1959: Yonhy Lescano, político y abogado peruano.
- 1959: Brian Propp, jugador de hockey sobre hielo y comentarista deportivo canadiense.
- 1959: Hugo Savinovich, luchador y comentarista deportivo ecuatoriano.
- 1960: Darrell Green, jugador estadounidense de fútbol americano.
- 1960: Jock Hobbs, jugador neozelandés de rugbi neozelandés (f. 2012).
- 1960: Alberto Rojo, músico, escritor y físico argentino.
- 1960: Enrique Urquijo, músico español (f. 1999).
- 1962: Milo Đukanović, político montenegrino, 29.º primer ministro de Montenegro.
- 1962: El Charrito Negro, cantante y compositor colombiano de música popular.
- 1962: Juan Eduardo Jaramillo, presentador de noticias colombiano.
- 1963: Carlos Mario Hidalgo, futbolista costarricense.
- 1963: Steven Michael Quezada, actor, comediante y político estadounidense.
- 1963: Srettha Thavisin, político tailandés, primer ministro de Tailandia entre 2023 y 2024.
- 1964: Chris Farley, actor y comediante estadounidense (f. 1997).
- 1964: Javier Fesser, cineasta español.
- 1964: Leland D. Melvin, ingeniero y astronauta estadounidense.
- 1964: Mark Price, jugador y entrenador estadounidense de baloncesto.
- 1965: Craig Matthews, jugador sudafricano de críquet sudafricano.
- 1967: Jane Child, cantautora y productora canadiense.
- 1967: Syed Kamall, académico y político británico-inglés.
- 1967: Craig Simpson, jugador de hockey sobre hielo y comentarista deportivo canadiense.
- 1968: Axelle Red, cantautora belga.

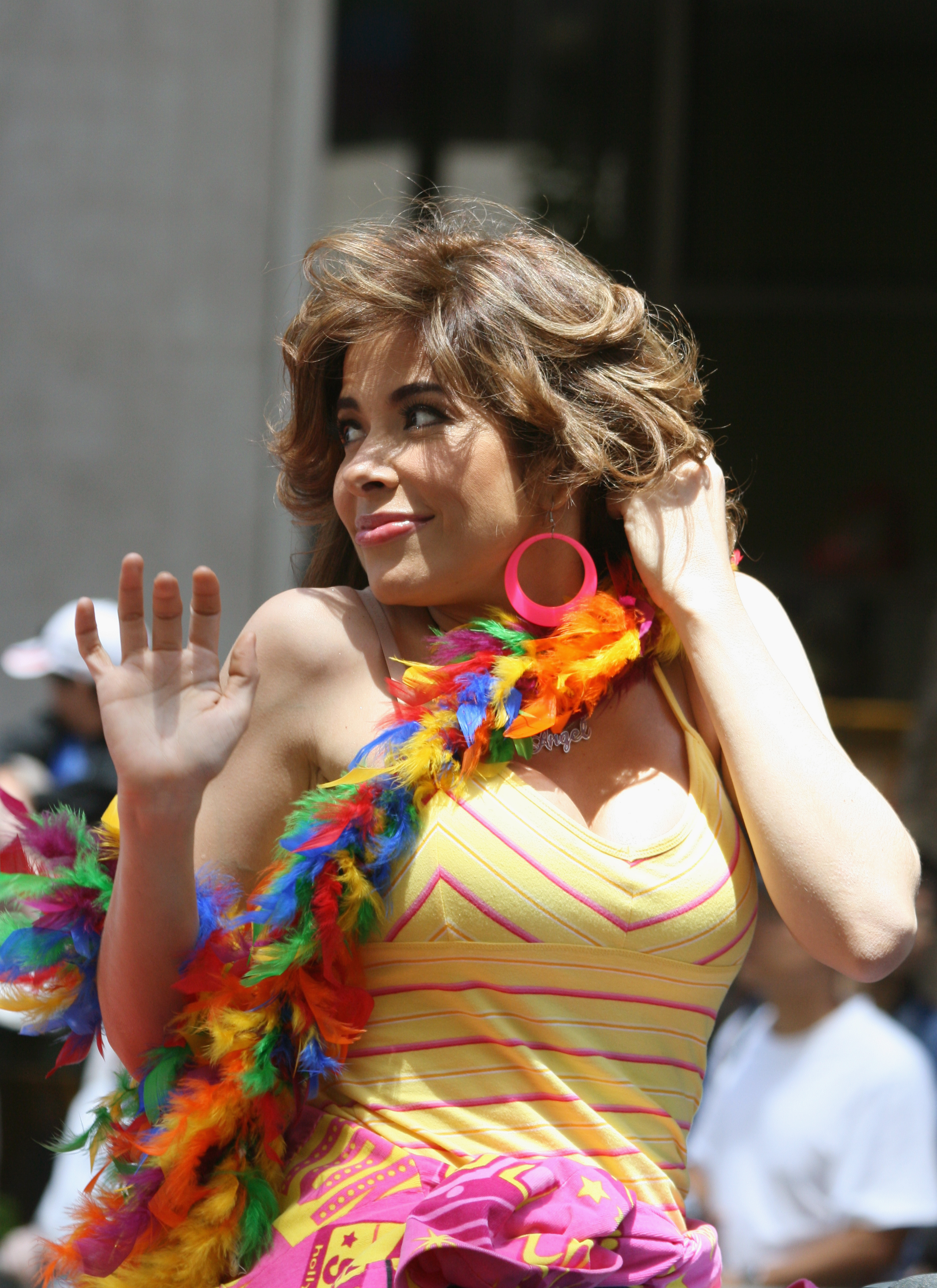
Gloria Trevi

- 1968: Gloria Trevi, cantante y actriz mexicana.
- 1969: Roberto Balado, boxeador cubano (f. 1994).
- 1969: Birdman, rapero y productor estadounidense, fundador de Cash Money Records.
- 1970: Shepard Fairey, artista y activista estadounidense.
- 1971: Alex Borstein, actriz, locutora, productora, cantante y guionista estadounidense.
- 1971: Renee O'Connor, actriz, directora y productora estadounidense.
- 1971: Ray Sefo, boxeador neozelandés.
- 1972: Jaromír Jágr, jugador checo de hockey sobre hielo.
- 1973: Katerina Neumannova, esquiadora checa.
- 1973: Amy Van Dyken, nadadora estadounidense.
- 1973: Sarah Wynter, actriz australiana.
- 1974: Miranda July, actriz, directora y guionista estadounidense.
- 1974: Tomi Putaansuu, músico finlandés, de la banda Lordi.
- 1974: Alberto Marcos Rey, futbolista español.
- 1974: Ugueth Urbina, beisbolista venezolano.
- 1974: Alexander Wurz, piloto austríaco de Fórmula 1.
- 1975: Serge Aubin, jugador y entrenador canadiense de hockey sobre hielo.
- 1975: Sébastien Bordeleau, jugador canadiense de hockey sobre hielo.
- 1975: Annemarie Kramer, velocista neerlandesa.
- 1975: Brendon Small, animador, productor, guionista y actor estadounidense.
- 1976: Brandon Boyd, cantante estadounidense, de la banda Íncubus.
- 1976: Óscar Freire, ciclista español.
- 1976: Giorgos Karagoutis, baloncestista griego.
- 1976: Ronnie Vannucci Jr., músico y compositor estadounidense, de la banda The Killers.
- 1977: Milenko Ačimovič, futbolista esloveno.
- 1977: Anderson Gils de Sampaio, futbolista brasileño.
- 1977: Álex González, beisbolista venezolano.
- 1977: Gran Naniwa, luchador japonés (f. 2010).
- 1977: Ronald Petrovický, jugador eslovaco de hockey.
- 1977: Brooks Wackerman, baterista estadounidense, de la banda Bad Religion.
- 1978: Kimberly Goss, cantante finlandesa, de la banda Sinergy.
- 1978: Alejandro Lembo, futbolista uruguayo.
- 1978: María Susini, modelo y conductora de televisión argentina.
- 1978: Yiruma, pianista y compositor surcoreano.
- 1979: Luis Fernando Camacho, abogado y político boliviano.
- 1979: Javier José Colina, beisbolista venezolano.
- 1979: Hamish Marshall, jugador neozelandés de críquet.
- 1979: James Marshall, jugador neozelandés de críquet.
- 1979: Scott Severin, futbolista británico-escocés.
- 1980: Conor Oberst, cantante estadounidense, de la banda Bright Eyes.
- 1981: Oleksiy Bielik, futbolista ucraniano.
- 1981: Emil Gargorov, futbolista búlgaro.
- 1981: Matt Hoopes, guitarrista estadounidense, de la banda Relient K.
- 1981: Rita Jeptoo, corredora keniana.
- 1981: Diego Alfonso Martínez, futbolista mexicano.

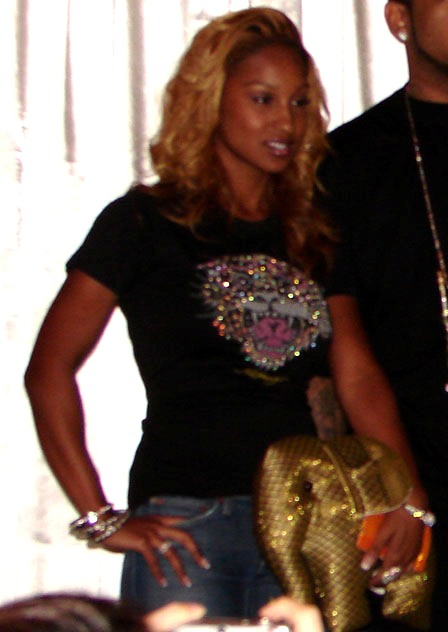
Olivia

- 1981: Olivia, cantante estadounidense.
- 1981: Heurelho da Silva Gomes, futbolista brasileño.
- 1981: Vivek Shraya, cantante y compositor canadiense.
- 1982: Alejandro Aguilar, actor, director y productor de televisión colombiano.
- 1982: James Yap, jugador filipino de baloncesto.
- 1983: Eddie Basden, baloncestista estadounidense.
- 1983: Agustina Cherri, actriz argentina.
- 1983: Don Cowie, futbolista escocés.
- 1983: David Degen, futbolista suizo.
- 1983: Philipp Degen, futbolista suizo.
- 1983: Russell Martin, beisbolista canadiense.
- 1984: Josh Byrne, actor estadounidense.
- 1984: Gary Clark Jr., cantautor y músico estadounidense.
- 1984: Doda (Dorota Rabczewska), cantautora polaca.
- 1984: Matt Duffer, director de cine, escritor y productor estadounidense.
- 1984: Ross Duffer, director de cine, escritor y productor estadounidense.
- 1984: Nate Schierholtz, beisbolista estadounidense.
- 1985: Serkan Kırıntılı, futbolista turco.
- 1985: Ilithya Manzanilla, actriz mexicana.
- 1985: Natalie Morales, actriz y directora estadounidense.
- 1985: Víctor Tomás, balonmanista español.
- 1985: Rafael Aparecido Elisbão, futbolista brasileño.
- 1985: Serkan Kirintili, futbolista turco.
- 1986: Valeri Bojinov, futbolista búlgaro.
- 1986: Johnny Cueto, beisbolista dominicano.
- 1986: Gabriel Paletta, futbolista argentino.
- 1986: Amber Riley, actriz estadounidense.
- 1986: Laura Sallés, yudoca andorrana.

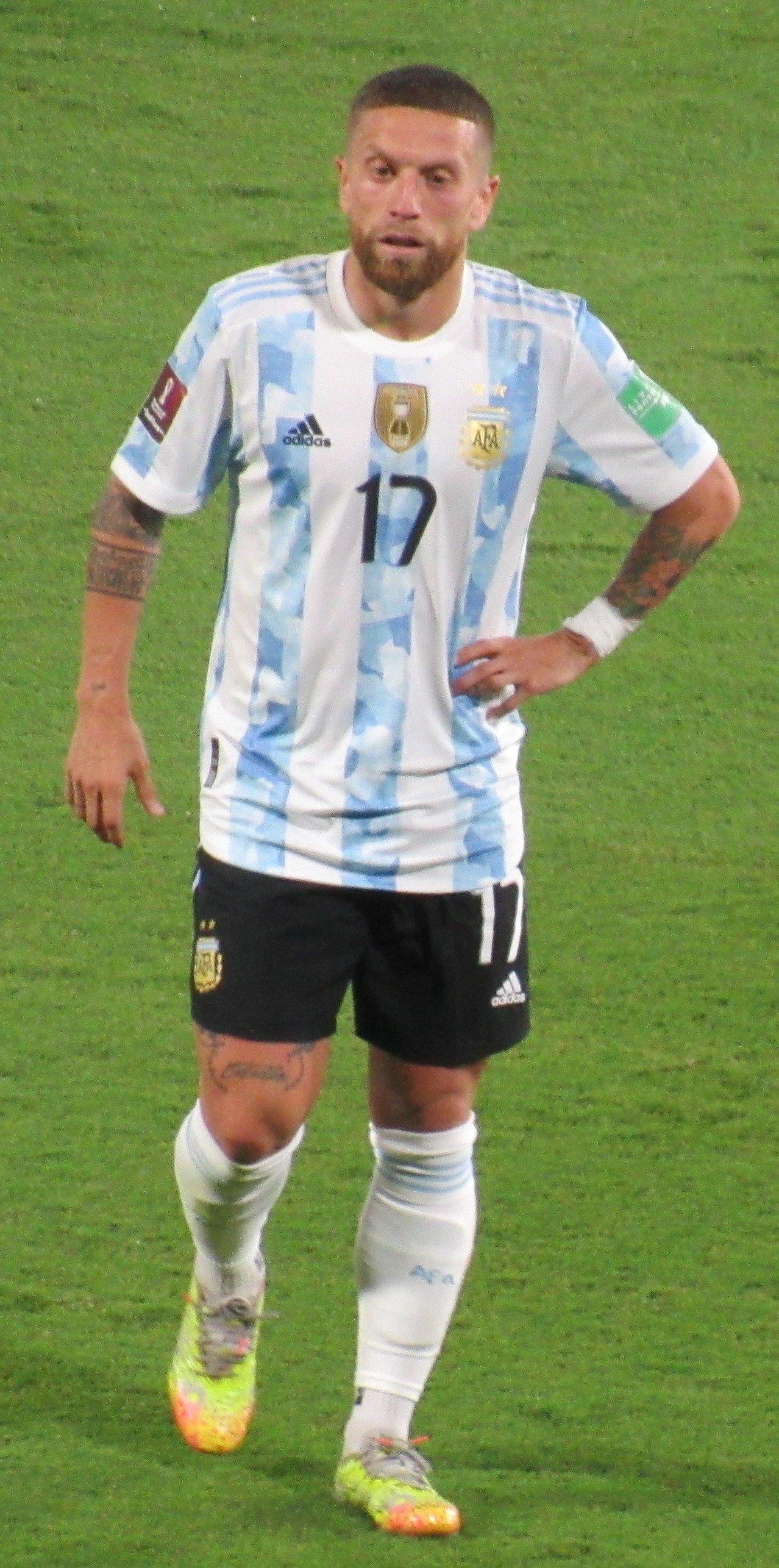
Alejandro "Papu" Gómez

- 1988: Papu Gómez (Alejandro Darío Gómez), futbolista argentino.
- 1988: Antonio Lechuga Mateos, futbolista español.
- 1988: Ivan Matyazh, futbolista ucraniano.
- 1988: Rui Patrício, futbolista portugués.
- 1989: Mark Canha, beisbolista estadounidense.
- 1990: Fidel Martínez, futbolista ecuatoriano.
- 1990: Charles Pic, piloto francés de carreras.
- 1990: Santiago Romero, futbolista uruguayo.
- 1990: Callum Turner, actor y modelo británico.
- 1990: Stephanie Vogt, tenista de Liechtenstein.
- 1991: Miguel Martínez, actor y cantante mexicano.
- 1991: Guillermo De Los Santos, futbolista uruguayo.
- 1991: Ángel Sepúlveda, futbolista mexicano.
- 1991: Rich Swann, luchador estadounidense.
- 1991: Panagiotis Tachtsidis, futbolista griego.
- 1992: Maruv, cantautora ucraniana.
- 1992: Matteo Tosetti, futbolista suizo.
- 1993: Facu Díaz, humorista español de origen uruguayo.

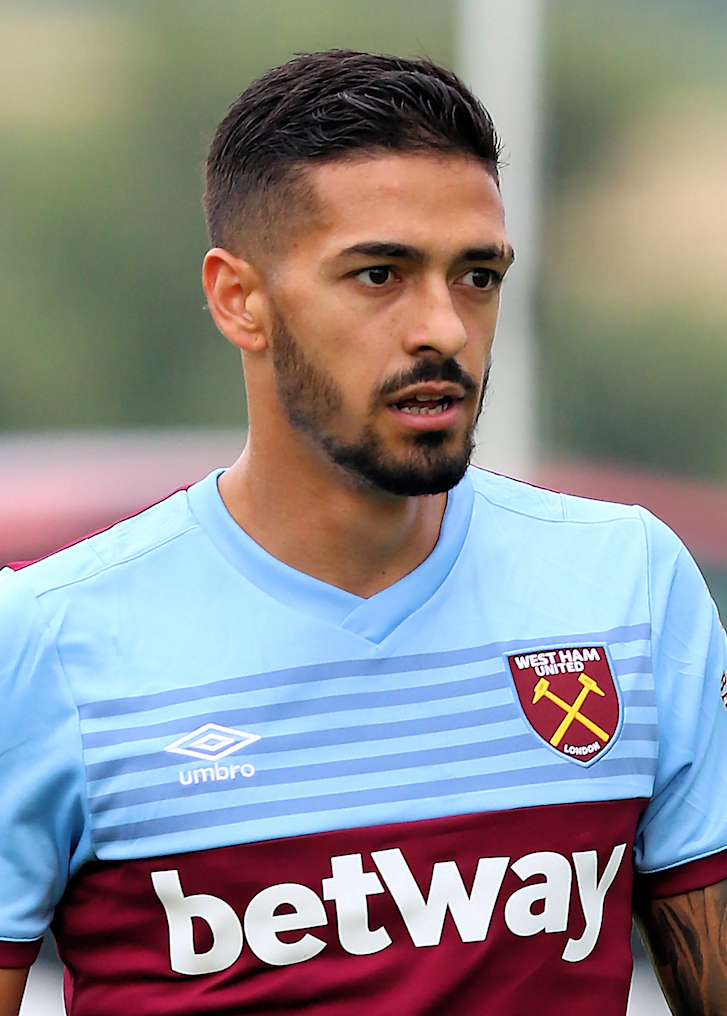
Manuel Lanzini,

- Manuel Lanzini,1993: Geoffrey Kondogbia, futbolista centroafricano.
- 1993: Manuel Lanzini, futbolista argentino.
- 1993: Ravi, rapero surcoreano.
- 1994: Rodolfo Pizarro, futbolista mexicano.
- 1994: Gaëtan Paquiez, futbolista francés.
- 1994: Sodapoppin, ciudadano estadounidense, streamer de Twitch y personalidad de Internet.
- 1995: Megan Thee Stallion, rapera estadounidense.
- 1996: Gotzon Martín, ciclista español.
- 1996: Boniface Nduka, futbolista japonés.
- 1996: Nemanja Radonjić, futbolista serbio.
- 1996: Alfred Planas, futbolista español.
- 1996: Gabriel Rodrigues da Silva, futbolista brasileño.
- 1997: Daihachi Okamura, futbolista japonés.
- 1997: Derrick Jones Jr., jugador estadounidense de baloncesto.
- 1997: Justin Reid, jugador estadounidense de fútbol americano.
- 1997: Frederikke Sofie, modelo danesa.
- 1997: Bence Szabó, remero húngaro.
- 1997: Kai Wagner, futbolista alemán.
- 1998: Wuilker Faríñez, futbolista venezolano.
- 1998: Zachary Gordon, actor estadounidense.
- 1998: Artur Victor Guimarães, futbolista brasileño.
- 1998: Luca Mozzato, ciclista italiano.
- 1998: George Russell, piloto de automovilismo británico.
- 1999: Marcos Baselga, futbolista español.
- 1999: Selvin Guevara, futbolista hondureño.
- 1999: Haruna Ogata, idol japonesa, de la banda Morning Musume.
- 1999: Đorđe Jovanović, futbolista serbio.
- 1999: Elías Pereyra, futbolista argentino.
- 1999: Eoin Toal, futbolista británico.
- 2000: Agustín Arias, actor argentino.
- 2000: Maximiliano Araújo, futbolista uruguayo.
- 2000: Valeria del Campo, futbolista costarricense.
- 2000: Maxence Caqueret, futbolista francés.
- 2000: Huang Zhangjiayang, gimnasta rítmica china.
- 2000: Yannik Keitel, futbolista alemán.
- 2000: Jakub Kiwior, futbolista polaco.
- 2000: Hannah Ludwig, ciclista alemana.
- 2000: Pang Junxu, jugador chino de snooker.
- 2000: África Peñalver, modelo española.
- 2000: Vladyslav Supriaha, futbolista ucraniano.
- 2000: Tetê, futbolista brasileño.
- 2000: Michał Skóraś, futbolista polaco.
- 2000: Hugo Vallejo, futbolista español.
- 2001: Mohammed Maran, futbolista saudí.
- 2001: Haley Tju, actriz estadounidense.
- 2002: Eliot Matazo, futbolista belga.
- 2003: Juan David Carabalí, futbolista colombiano.
- 2004: Šimon Nemec, jugador eslovaco de hockey.

## Fallecimientos
- 670: Oswiu, aristócrata («rey») y militar de Northumbria (612 a. C.).
- 706: Leoncio, emperador bizantino (n. 660).
- 706: Tiberio III, emperador bizantino.
- 815: Ibn Tabataba, anticalifa zaidí.
- 956: Su Yugui, canciller chino (n. 895).
- 1043: Gisela de Suabia, emperatriz del Sacro Imperio Romano Germánico (n. 990).
- 1145: Lucio II, papa italiano de la Iglesia católica.
- 1152: Conrado III, aristócrata alemán, emperador del Sacro Imperio (n. 1093).
- 1382: William de Ufford, aristócrata («segundo conde de Suffolk») inglés (n. 1339).
- 1417: Richard de Vere, undécimo conde de Oxford, comandante inglés (n. 1385).
- 1508: Giovanni II Bentivoglio, tirano de Bolonia (n. 1443).
- 1600: José de Acosta, misionero jesuita y naturalista español (n. 1540).
- 1621: Michael Praetorius, organista y compositor alemán (n. 1571).

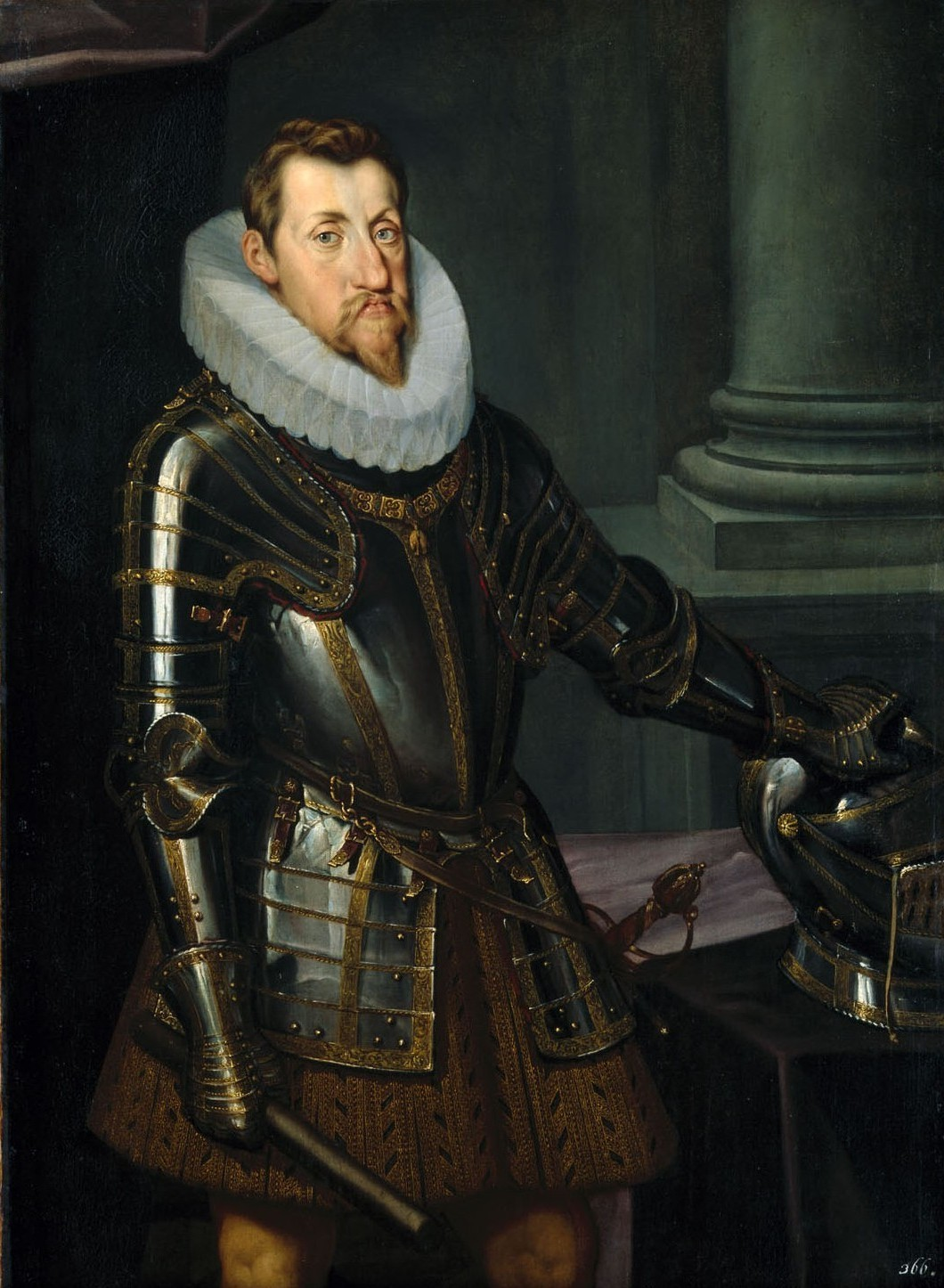
Fernando II de Habsburgo

- 1637: Fernando II de Habsburgo, aristócrata alemán, emperador del Sacro Imperio Romano Germánico (n. 1578).
- 1738: Matthias Braun, escultor checo (n. 1684).
- 1772: Mitromaras, rebelde y pirata griego.
- 1781: Gotthold Ephraim Lessing, filósofo, poeta, escritor y crítico literario alemán (n. 1729).
- 1803: Eugenio Larruga, economista y escritor español (n. 1747).
- 1818: Federico Luis, aristócrata («príncipe de Hohenlohe-Ingelfingen») y general alemán (n. 1746).
- 1835: Henry Hunt, granjero y político británico-inglés (n. 1773).
- 1839: François-Marie-Thomas Chevalier de Lorimier, rebelde canadiense (n. 1803).
- 1842: Archibald Menzies, cirujano y botánico británico-escocés (n. 1754).
- 1843: Theodoros Kolokotronis, líder militar griego (n. 1770).
- 1844: Henry Addington, aristócrata («1.º vizconde de Sidmouth») y político británico-inglés, primer ministro del Reino Unido (n. 1757).
- 1847: Germinal Pierre Dandelin, matemático e ingeniero belga (n. 1794).
- 1847: José de Palafox, militar español (n. 1775).
- 1848: Hermann von Boyen, general y político alemán, ministro de Guerra de Prusia (n. 1771).
- 1849: Pierre François Verhulst, matemático y teórico belga (n. 1804).
- 1857: Mijaíl Glinka, compositor ruso (n. 1804).
- 1869: Mirza Ghalib, poeta y escritor indio (n. 1797).
- 1877: Rayko Zhinzifov, poeta y traductor búlgaro (n. 1839).
- 1885: Gregor von Helmersen, geólogo e ingeniero estonio-ruso (n. 1803).
- 1885: Leopold Damrosch, director de orquesta compositor alemán expatriado en Estados Unidos (n. M1832).
- 1897: Dimitrie Ghica, abogado y político rumano, 10.º primer ministro de Rumanía (n. 1816).
- 1901: Edward Stafford, educador y político británico-escocés expatriado en Nueva Zelanda, 3.º primer ministro de Nueva Zelanda (n. 1819).
- 1905: Lew Wallace, escritor, general y político estadounidense, 11.º gobernador del territorio de Nuevo México (n. 1827).
- 1911: Theodor Escherich, pediatra y académico germano-austríaco (n. 1859).
- 1919: André Prévost, tenista francés (n. 1880).
- 1924: Lionel Monckton, compositor británico-inglés (n. 1861).
- 1926: Piero Gobetti, editor, periodista y político italiano (n. 1901).
- 1928: H. H. Asquith, abogado y político británico-inglés, primer ministro del Reino Unido (n. 1852).
- 1932: Minnie Maddern Fiske, actriz y dramaturga británica (n. 1865).
- 1933: Pat Sullivan, dibujante, animador y productor australiano, cocreador de Félix el Gato (n. 1887).
- 1939: Kuzma Petrov-Vodkin, pintor y escritor ruso (n. 1878).

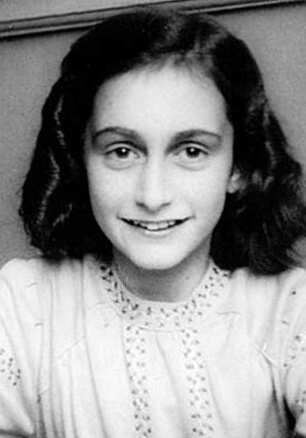
Anne Frank.

- 1945: (posiblemente) Ana Frank, niña alemana judía asesinada por los alemanes en el campo de concentración de Bergen-Belsen, famosa por su diario (n. 1929).
- 1953: Karl Gustaf Staaf, atleta sueco (n. 1881).
- 1956: Vincent de Moro-Giafferi, abogado y político francés (n. 1878).
- 1959: Owen Willans Richardson, físico y académico británico-inglés, premio nobel de física en 1928 (n. 1879).
- 1961: Laurence Owen, patinador artístico sobre hielo y deportista  estadounidense (n. 1944).
- 1963: Edgardo Donato, violinista, director y compositor argentino (n. 1897).

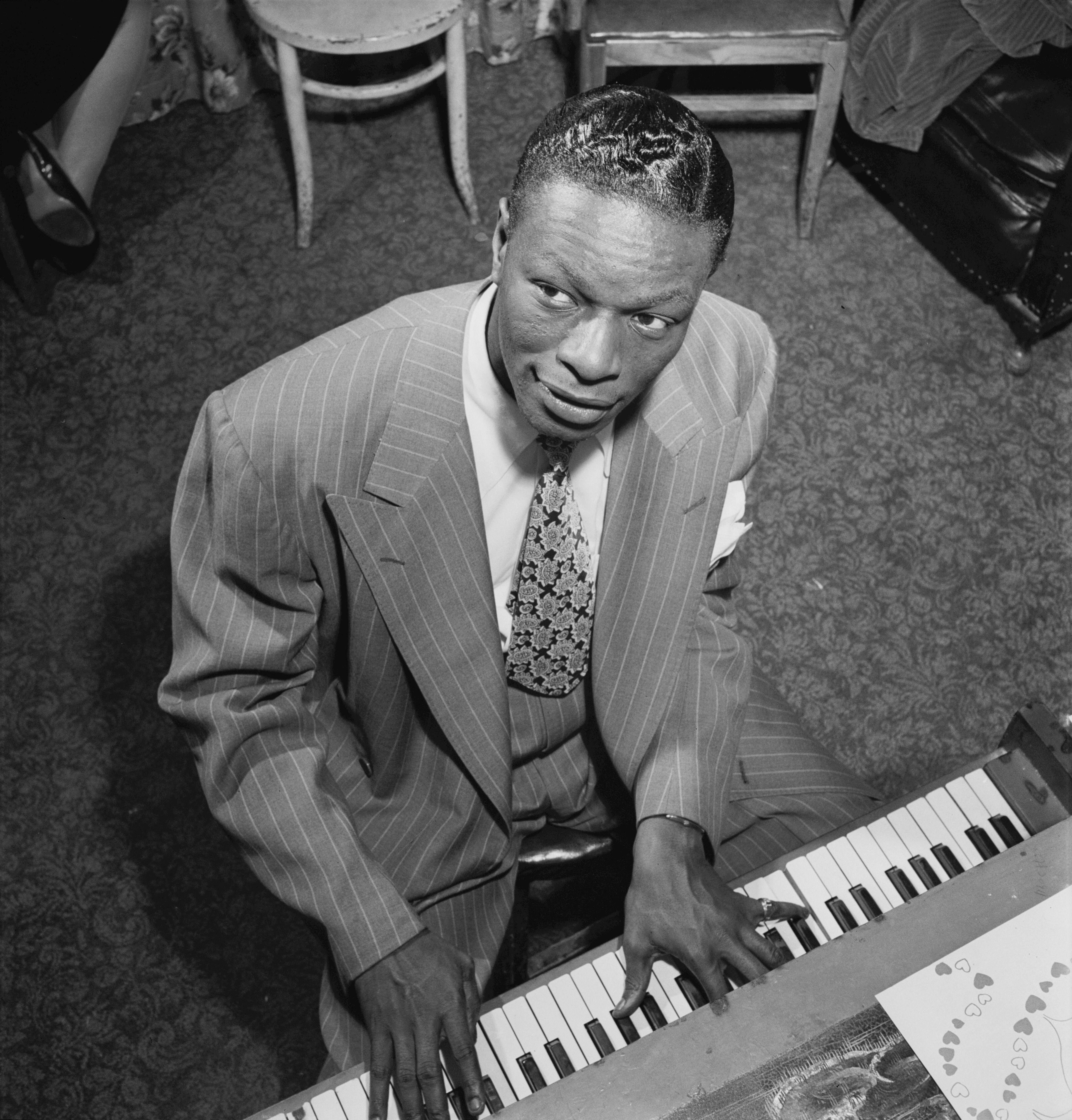
Nat King Cole

- 1965: Nat King Cole, cantante y pianista estadounidense (n. 1919).
- 1966: Gerard Antoni Ciołek, arquitecto e historiador polaco (n. 1909).
- 1966: Camilo Torres Restrepo, sacerdote católico, teólogo y guerrillero colombiano (n. 1929).
- 1967: Antonio Moreno, actor y cineasta español (n. 1887).
- 1968: Little Walter, cantante y guitarrista estadounidense de blues (n. 1930).
- 1970: Hugh Dowding, mariscal del aire y aristócrata («primer barón Dowding») británico-escocés (n. 1882).
- 1972: Edgar Snow, escritor y periodista estadounidense, autor de Red Star Over China (n. 1905).
- 1973: Wally Cox, actor estadounidense (n. 1924).
- 1973: Tim Holt, actor estadounidense (n. 1919).
- 1974: Kurt Atterberg, compositor e ingeniero sueco (n. 1887).
- 1979: Vicente Ascone, compositor, trompetista y profesor de música uruguayo (n. 1897).
- 1981: Mike Bloomfield, guitarrista y compositor estadounidense (n. 1943).
- 1981: Karl Richter, director de orquesta y organista alemán (n. 1926).
- 1984: Ethel Merman, actriz y cantante estadounidense (n. 1908).
- 1985: Manuel Flores Mora, periodista uruguayo (n. 1923).
- 1986: David Vázquez Martínez, bioquímico e investigador español (n. 1930).

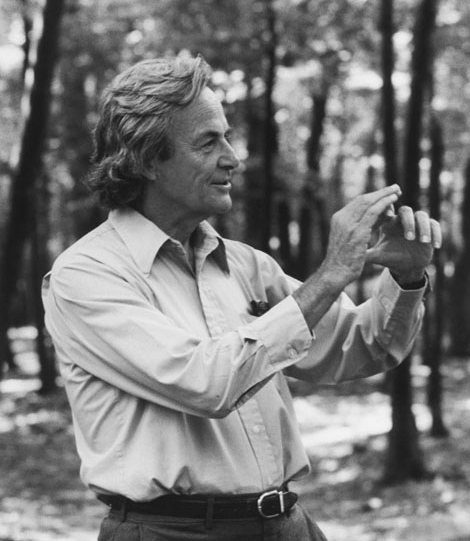
Richard Feynman

- 1988: Richard Feynman, físico y académico estadounidense, premio nobel de física en 1965 (n. 1918).
- 1990: Michel Drach, cineasta francés (n. 1930).
- 1991: Iván Shkadov, militar soviético (n. 1913).
- 1992: María Elena Moyano, activista peruana (n. 1958).
- 1992: William Schuman, compositor y académico estadounidense (n. 1910).
- 1995: Sergio Bertoni, futbolista italiano (n. 1915).
- 1996: Tommy Rettig, actor estadounidense (n. 1941).
- 1996: McLean Stevenson, actor estadounidense (n. 1929).
- 1997: Philip Hershkovitz, zoólogo estadounidense.
- 1998: Martha Gellhorn, periodista y escritora estadounidense (n. 1908).
- 1998: Oreste Macrì, hispanista italiano (n. 1913).
- 1999: Big L, rapero estadounidense (n. 1974).
- 1999: José Luis Cano, poeta español (n. 1912).
- 1999: Henry Way Kendall, físico y alpinista estadounidense, premio nobel de física en 1990 (n. 1926).
- 2000: Valentina Kravchenko, piloto y navegante de escuadrón soviética (n. 1918)
- 2000: Angus MacLean, comandante y político canadiense, 25.º primer ministro de la Isla del Príncipe Eduardo (n. 1914).
- 2001: Ricardo Otxoa, ciclista español, hermano de Javier (n. 1974).
- 2002: Howard K. Smith, periodista y actor estadounidense (n. 1914).
- 2002: Kevin Smith, actor neozelandés (n. 1963).
- 2003: Kees Neer, escritor y profesor surinamés (n. 1916).
- 2003: Carlito Peters, futbolista y entrenador brasileño (n. 1932).
- 2003: Joaquín Solano Chagoya, jinete mexicano (n. 1913).
- 2004: Norma Castillo, actriz argentina (n. 1913).
- 2005: Pierre Bachelet, cantautor francés (n. 1944).
- 2005: Sam Francis, historiador y periodista estadounidense (n. 1947).
- 2006: Barbara Guest, poeta y escritora estadounidense (n. 1920).
- 2007: Walker Edmiston, actor estadounidense (n. 1925).
- 2007: Ray Evans, compositor estadounidense (n. 1915).
- 2008: Johnny Weaver, luchador y comentarista deportivo estadounidense (n. 1935).
- 2009: Joe Cuba, cantante estadounidense (n. 1931).
- 2009: Pablo Domínguez Prieto sacerdote español (n. 1966).
- 2010: Jeanne M. Holm, generala estadounidense (n. 1921).
- 2011: José Lahoz, ciclista español (n. 1915).
- 2012: Cyril Domb, físico y académico anglo-israelí (n. 1920).
- 2013: Alain Desrosières, sociólogo e historiador francés (n. 1940).
- 2013: Ahmed Rajib Haider, bloguero ateo bangladesí.
- 2013: Carmelo Imbriani, futbolista italiano (n. 1976).
- 2013: Sanan Kachornprasart, general y político tailandés (n. 1935).
- 2013: Sauveur Rodríguez, futbolista francés (n. 1920).
- 2014: Federico Campbell, periodista, editor, ensayista, traductor y narrador mexicano (n. 1941).
- 2014: Thelma Estrin, científica informática e ingeniera estadounidense (n. 1924).
- 2014: Christopher Malcolm, actor, director y productor británico-escocés expatriado en Canadá (n. 1946).
- 2015: Haron Amin, diplomático afgano, embajador de Afganistán en Japón (n. 1969).
- 2015: Sergio Blanco, cantante español, de la banda Mocedades (n. 1948).
- 2015: Steve Montador, jugador canadiense de hockey sobre hielo (n. 1979).
- 2016: George Gaynes, actor finlandés-estadounidense (n. 1917).
- 2016: Vanity, cantautora, bailarina y actriz canadiense-estadounidense (n. 1959).
- 2017: José Climent Barber, sacerdote y músico español (n. 1927).
- 2017: Stuart McLean, locutor canadiense de radio (n. 1948).
- 2019: Lee Radziwill, personaje mediático y socialité estadounidense (n. 1933).
- 2020: Tony Fernández, beisbolista dominicano (n. 1962).
- 2020: Caroline Flack, presentadora de televisión y actriz británico-inglesa (n. 1979).
- 2020: José Zalaquett, jurista y académico chileno (n. 1942).
- 2021: Leopoldo Jacinto Luque, futbolista y entrenador argentino (n. 1949).
- 2021: Johnny Pacheco, músico, flautista, compositor, arreglista, director y productor dominicano (n. 1935).
- 2022: Bappi Lahiri, cantante, productor discográfico y compositor indio (n. 1952).
- 2022:  P. J. O'Rourke, periodista, político y escritor satírico estadounidense (n. 1947).
- 2023: Raquel Welch, actriz, cantante y modelo estadounidense (n. 1940).
- 2024: Kagney Linn Karter, actriz pornográfica estadounidense (n. 1987).

## Celebraciones
- Día Internacional del Cáncer Infantil.[3]
También conocido como Día Mundial contra el Cáncer Infantil.
(Según la Unión Internacional Contra el Cáncer).

- Día Internacional del Síndrome de Angelman.[4]

- Día Mundial del Hipopótamo.[5]

- Día del Soltero.
Festividad de las personas que no tienen pareja, ni compromiso, justo el día posterior al Día de San Valentín o Día del Amor.
(en inglés: Singles Awareness Day).
No confundir con el Día del Soltero en China, que se celebra cada 11 de noviembre.

Compartidas
- Eslovaquia,  Hungría,  Polonia y  República Checa:
  - Día Internacional de Visegrád.
El principal objetivo es destacar los lazos o vínculos sociales e históricos y el intercambio y cooperación de las instituciones entre los países de Polonia, República Checa, Eslovaquia y Hungría. Los medios de comunicación de los países de Visegrád celebran este día mediante la emisión de contenidos relacionados con estas cuatro naciones.

 Por países
(Por orden alfabético)
- Afganistán: 
  - Día de la Liberación.[6]

- Argentina: 
  - Día del Redactor Publicitario.[7]
  - Día de los Glaciares.[8][9]
    -  Misiones: 
      - Día Provincial para la Lucha contra el Cáncer Infantil.[10][11]

    -  San Juan: 
      - Día Provincial del Lector.[12]Se celebra cada 15 de febrero en honor al natalicio de Domingo Faustino Sarmiento, nacido en esta provincia.

- Canadá:
  - Día de la Bandera Nacional de Canadá.

- Chile:
  - Día Nacional del Brigadista Forestal.[13]
En recuerdo de 12 brigadistas que fallecieron en un accidente aéreo este día de 2009 y también para reconocer el trabajo de los brigadistas en el cuidado del patrimonio natural y la protección de la vida de las personas.

- China:
  - Fiesta de la Primavera.[14]

- Cuba:
  - Día del Trabajador de la Aviación Civil.[15]
  - Día del Trabajador de Servicios Comunales.

- Estados Unidos:
  -  Florida:
    - Día de Susan B. Anthony.
(en inglés: Susan B. Anthony Day).

  -  Filadelfia:
    - Día de ENIAC.
ENIAC, acrónimo de Electronic Numerical Integrator And Computer (Computador e Integrador Numérico Electrónico),[16][17]fue una de las primeras computadoras de propósito general.
(en inglés: The ENIAC Day).

- México:
  - Día de la Mujer Mexicana o Día Cívico de la Mujer Mexicana.[18]
Conmemoración que se celebra desde 1960, para crear conciencia sobre la importancia de la igualdad de género.

- Perú:
  -  Aniversario del Club Alianza Lima.
Fundación: 15 de febrero de 1901 (124 años) como Sport Alianza.

- Serbia:
  - Día de la Soberanía.[14]

- Singapur:
  - Defensa Total. Es el concepto de defensa nacional de toda la sociedad de Singapur, basado en la premisa de que cada aspecto de la sociedad contribuye a la defensa colectiva del estado.
(en inglés: Total Defence).

Ancestrales
- Antigua Roma: 
  - Celebración de las fiestas de las Lupercales.

### Santoral católico

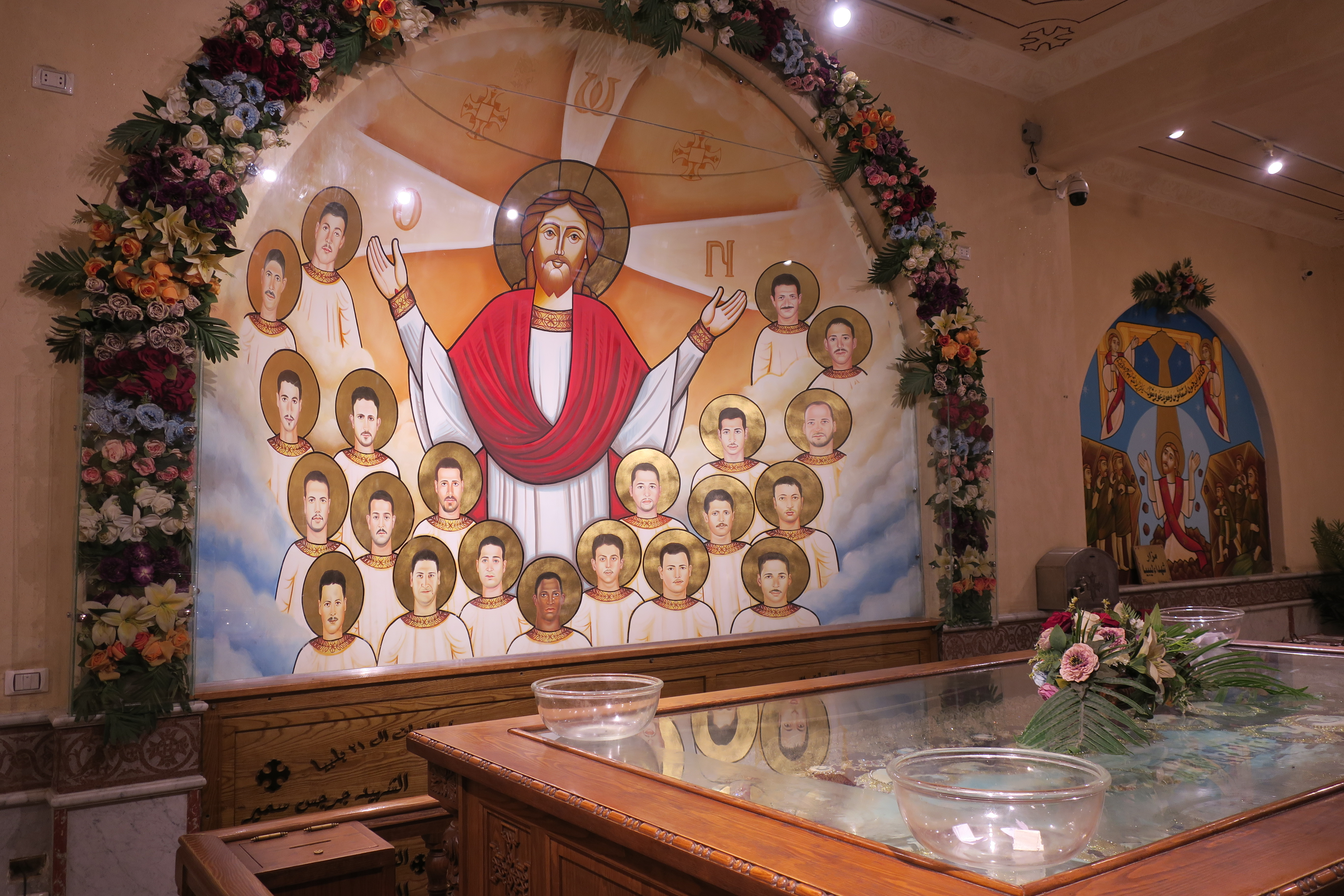
Altar de la iglesia de los Mártires Libios en Menia, Egipto.

- 21 Mártires Coptos de Libia. (imagen ilustrativa).
- San Claudio de la Colombière.[19]
- San Cratón.
- San Decoroso.[19]
- Santa Faustina de Untrech.
- San Faustino.
- Santa Georgia.[19]
- San Jovita (varón).
- San Pomponio.
- San Quinidio.[19]
- San Saturnino, mártir.
- San Severo de Valeria.[19]
- San Sigfrido.[19]
- San Walfrido.[19]
- Beato Ángel Scarpetti.[19]